# Neues Museum
A berlini Neues Museum (magyarul Új Múzeum) a Múzeum-szigeten található késői klasszicista épület, a 19. századi múzeumépítészet egyik legjelentősebb alkotása, Karl Friedrich Schinkel tanítványának, Friedrich August Stülernek a fő műve. (Stüler tervezte a Magyar Tudományos Akadémia budapesti épületét is.) 1843–1855 között épült. Nevét az 1830-ban megnyitott Királyi Múzeumhoz viszonyítva kapta, amely utóbbit aztán át is kereszteltek Altes Museumnak (Régi Múzeum). Az ipari építészeti eljárások és a vaskonstrukciók alkalmazásával a Neues Museum az építészet történetének is fontos emlékévé vált.
Amikor 1830-ban Schinkel múzeuma, a későbbi Altes Museum a mai Múzeum-szigeten elterülő park északi oldalán megnyitotta kapuit, kiállítóhelyei máris kevésnek bizonyultak a gyorsan növekvő berlini múzeumi gyűjtemények számára. Ezért 1834-ben megvásároltak néhány telket még a szigeten további építkezések számára. Frigyes Vilmos trónörökös, aki nem lebecsülendő építészi tehetséggel rendelkezett, néhány vázlatot is készített a leendő Múzeum-sziget beépítéséhez.
Amikor IV. Frigyes Vilmosként Poroszország trónjára lépett, utasította a Királyi Múzeumok főigazgatóját, hogy kezdje meg a tervek konkretizálását egy új múzeum építésére. A tervezési munkákkal Friedrich August Stülert bízták meg, aki azt az elvet vallotta, hogy egy épület, amely művészi alkotásoknak ad majd helyet, maga is művészi alkotás kell legyen.

## Általános áttekintés
A müncheni Glyptothek és Alte Pinakothek belső berendezéseinek második világháborús elpusztulása után a berlini Neues Museum részben fennmaradt belsőépítészeti megoldásai a 19. századi német múzeumépítészet utolsó fennmaradt emlékei közé tartoznak. 1945 után az épület évtizedekig romokban állt. Újjáépítését 1986-ban kezdték előkészíteni, még az NDK fennállása idején, de a tényleges munka csak 1999-ben kezdődött meg. 2009. október 16-án, 70 évvel a bezárása után nyílt meg újra. A múzeum az egyiptomi gyűjteményt (a papiruszgyűjteménnyel és Nofertiti szobrával), a Berlin régi történetét bemutató kollekciót, valamint a berlini antik gyűjtemény egy részét mutatja be.
A Múzeum-sziget második múzeumára az Altes Museumban már el nem helyezhető gyűjtemények bemutatása érdekében volt szükség. Így kerültek ide a korábbi Egyiptomi Múzeum kincsei, a német őstörténet leletei, az etnográfiai gyűjtemény, valamint a rézkarcok. Bár a koncepció egy univerzális múzeum létrehozására irányult, hamarosan, már a 19. század során szakosodott az intézmény, főleg az eredetileg odakerült gyűjtemények fejlesztésére.
A Neues Museum világhírű gyűjteményei mellett építészeti és technikatörténeti emlék is. A vasszerkezetek és egyéb ipari módszerek sokoldalú, következetes alkalmazásával Poroszország első modern monumentális épülete lett. Az építkezés során először alkalmaztak gőzgépeket a szükséges cölöpök leverésére a laza, homokos talajba.

## Története

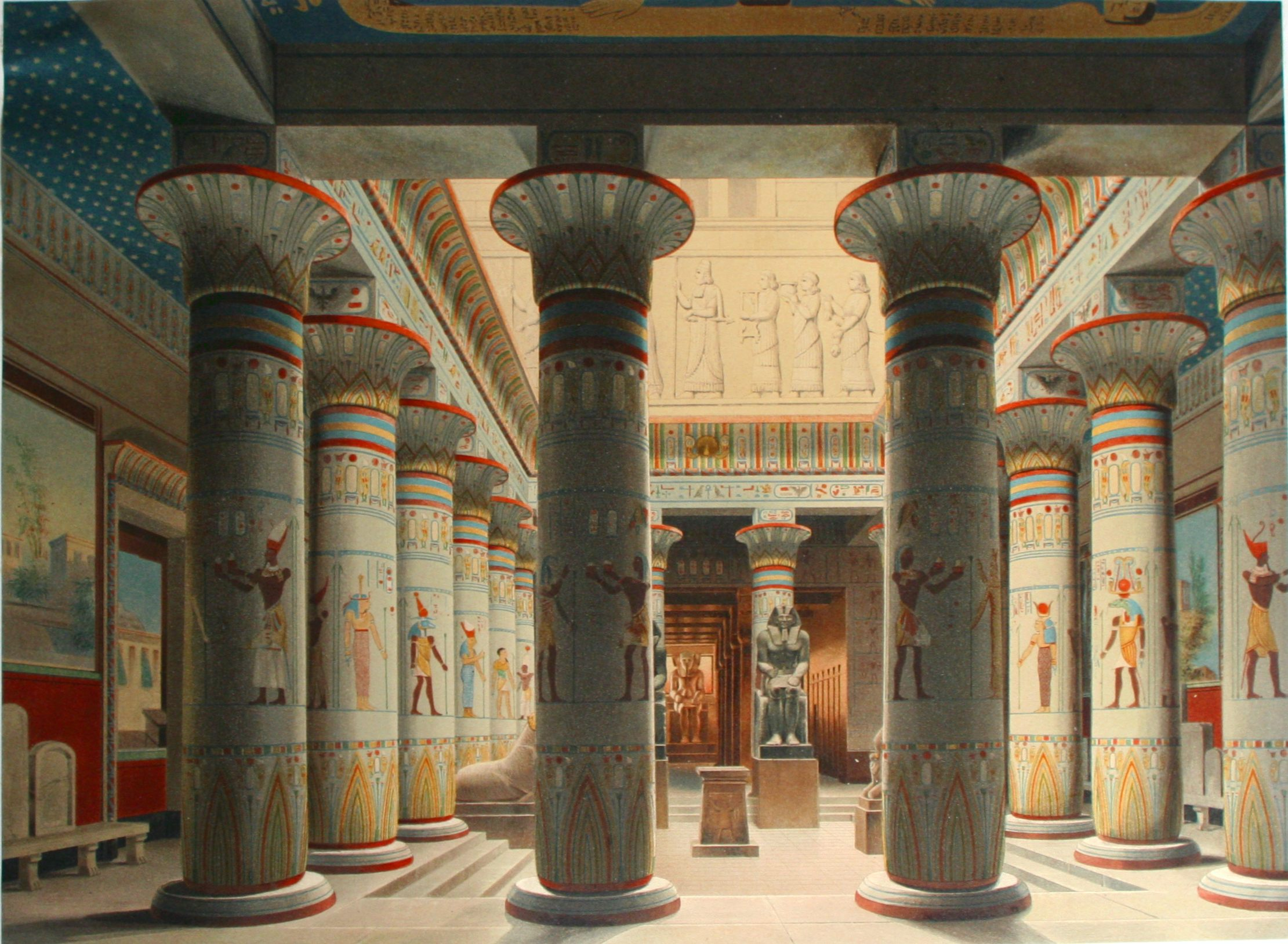
Az Egyiptomi udvar (Friedrich August Stüler, Das Neue Museum in Berlin, Riedel 1862)

Amikor 1830-ban Schinkel múzeuma, a későbbi Altes Museum a mai Múzeum-szigeten elterülő park északi oldalán megnyitotta kapuit, kiállítóhelyei máris kevésnek bizonyultak a gyorsan növekvő berlini múzeumi gyűjtemények számára. Ezért 1834-ben megvásároltak néhány telket még a szigeten további építkezések számára. Frigyes Vilmos trónörökös, aki nem lebecsülendő építészi tehetséggel rendelkezett, néhány vázlatot is készített a leendő Múzeum-sziget beépítéséhez.
Amikor IV. Frigyes Vilmosként Poroszország trónjára lépett, utasította a Királyi Múzeumok főigazgatóját, hogy kezdje meg a tervek konkretizálását egy új múzeum építésére. A tervezési munkákkal Friedrich August Stülert bízták meg, aki azt az elvet vallotta, hogy egy épület, amely művészi alkotásoknak ad majd helyet, maga is művészi alkotás kell legyen.

### Az építkezés
IV. Frigyes Vilmos porosz király 1841. március 8-i rendeletével bízta meg Friedrich August Stülert a tervezéssel. Az építkezési munkák 1841. június 19-én kezdődtek meg egy bizottság irányításával, amelyben Ignaz von Olfers, a királyi múzeumok igazgatója, valamint Stüler is részt vettek.

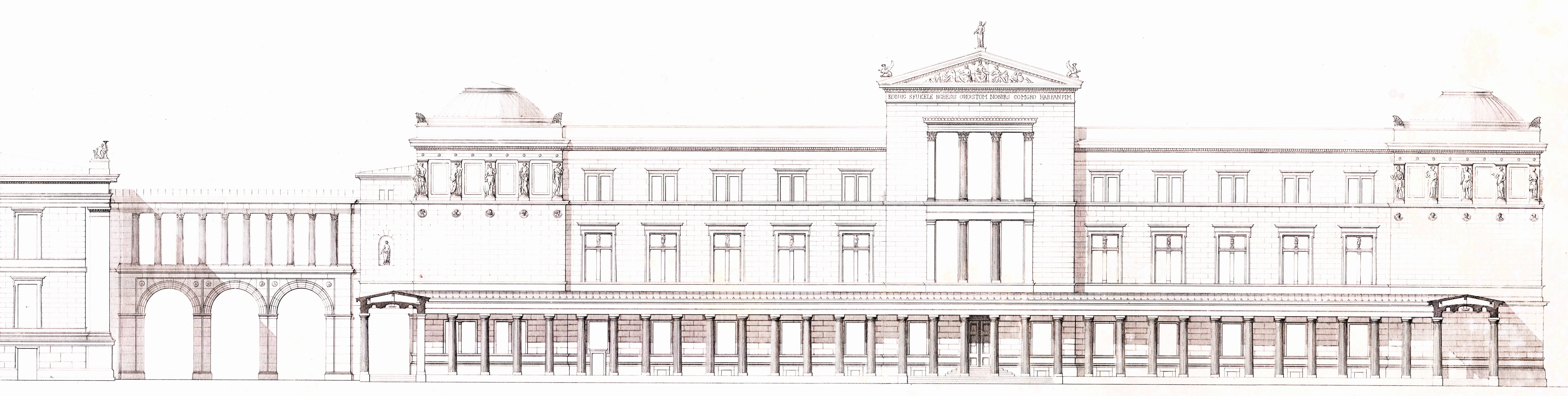
A Neues Museum keleti homlokzata a Altes Museumhoz vezető galériával (Friedrich August Stüler, Das Neue Museum in Berlin, Riedel 1862)

Az alapozáshoz 2344 darab, 7–18 méter hosszú facölöpöt kellett a laza, vizes, homokos altalajba verni. Ehhez a munkához egy 5 lóerős gőzgépet vettek igénybe, amelynek teljesítményét szükség esetén 10 lóerőre lehetett emelni. Ez hajtotta a szivattyúkat és a felvonót is. A munka során mindvégig síneken szállították az anyagokat a helyszínre és az építkezési területen, még az emeleteken is.
1843. április 6-án került sor az alapkő letételére a kimélyített pinceszinten. A falakat még azon év végéig felhúzták, így 1844-ben sor kerülhetett a párkányok elhelyezésére és a tetőzet befejezésére. 1845-ben elhelyezték a vasszerkezeteket, a boltozatokat és az Altes Museumhoz vezető galériát.
1846-ra elkészült az épület szerkezete. 1847-ben kezdődhetett meg a rendkívül eredeti belsőépítészeti munka. Az 1848. márciusi német forradalom lelassította a munkálatokat, de azt soha nem függesztették fel teljesen.

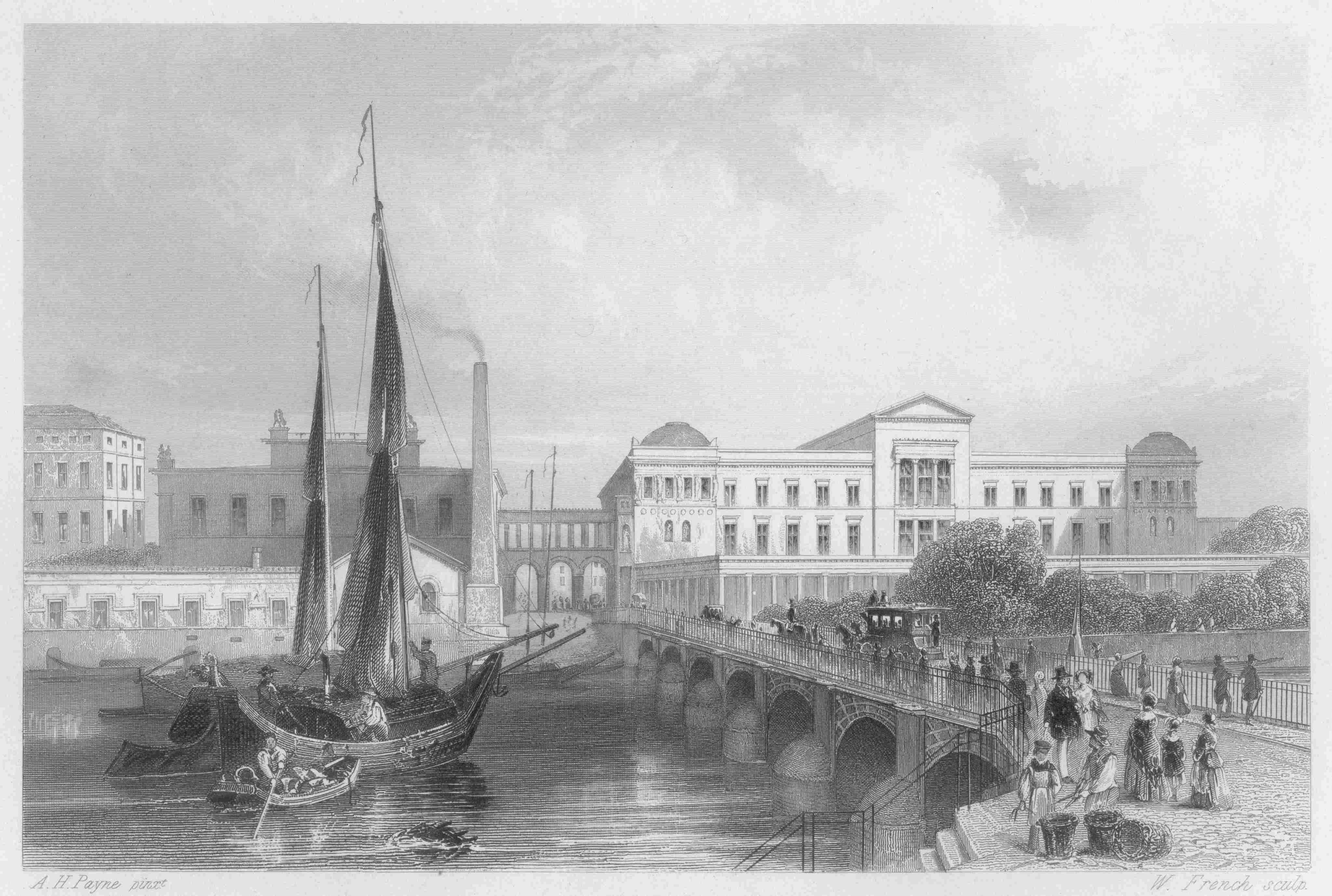
A Neues Museum 1850 körül, látkép a Figyes-híd felől (Friedrichsbrücke)

Amint a belső munkák lehetővé tették, elhelyezték a gyűjteményeket és a múzeumot 1855-ben megnyitották a közönség előtt. Bizonyos belső munkálatok azonban, mint például a lépcsőházi freskók elkészítése, még 1866-ig folytatódtak.

### A megnyitástól a második világháborúig
A megnyitás idején az egyiptomi, hazai történeti és etnográfiai gyűjtemények a földszinten kaptak helyet. Az első emeleten voltak a görög és római szobrok gipszöntvényei, a bizánci művészet, a román, gótikus, reneszánsz és klasszicista stílusok gyűjteményei. A második emeletet a rézkarcok és az úgynevezett művészeti kabinet között osztották meg. Az utóbbiban kisebb egyházi és világi műtárgyakat mutattak be a középkortól az újkorig terjedő időszakból.

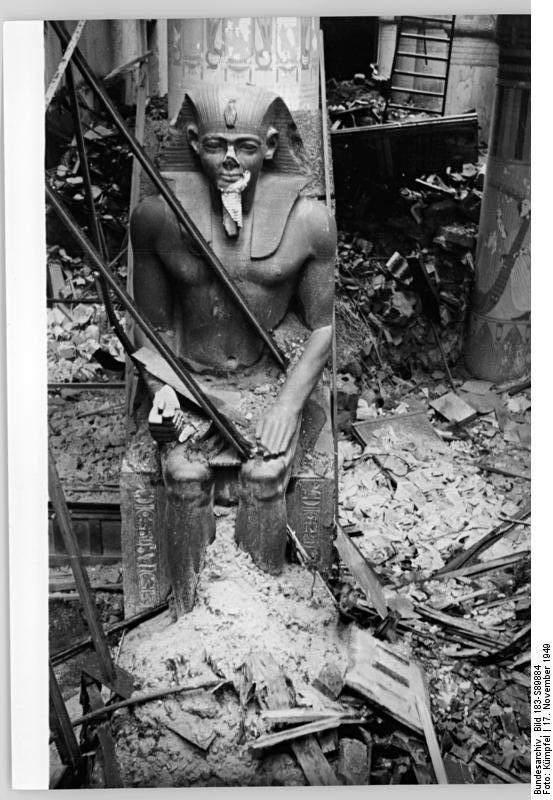
Háborús károk az Egyiptomi udvarban, 1949

1881-ben az újonnan alapított Iparművészeti Múzeum átvette a művészeti kabinet anyagának nagy részét, majd 1886-ban az etnográfiai gyűjtemény is saját épületbe költözött. A felszabadult területet az egyiptomi gyűjtemény, illetve a második emeleten a rézkarcok kapták meg.
1883 és 1887 között az épületben kialakítottak egy kívülről nem látható mezzanin szintet. Ennek a bővítésnek az idején a gipszszobrokat tekintették a múzeum legértékesebb gyűjteményének, ezek száma gyorsan növekedett. Később azonban, 1916 és 1920 között, a művészi felfogás változásával a gyűjteményt, a legnagyobb szobrok kivételével, átadták a berlini egyetemnek, ahol aztán az a második világháború során nagyrészt megsemmisült. Korábbi helyén, a Neues Museum első emeletén az antik vázák gyűjteményét és az Egyiptomi Múzeum papiruszait helyezték el.
A földszint átépítése 1919 és 1923 között volt az első jelentősebb beavatkozás az épület szerkezetébe megépítése után. A görög udvarban lebontották az apszist és az udvart üvegtetővel fedték be. Az udvar fölé új födémet építettek az épület normális földszintjének megfelelően és ezzel több termet hozhattak létre az Amarna-gyűjtemény befogadására. 1929-ben átjárót építettek a Pergamonmuseumhoz (Pergamon Múzeum).
1939-ben a múzeumot bezárták, a gyűjteményeket biztonságos raktárba helyezték. Hamarosan megkezdődtek a második világháború harci eseményei. Az 1943. novemberi bombázások során leégett a központi lépcsőház, az emberiség történetét ábrázoló freskóval. 1945 februárjában újabb súlyos károk keletkeztek az épületben, a bombák lerombolták az északnyugati szárnyat, az Altes Museumhoz vezető átjárót és a délkeleti rizalitot is. A romok között április végéig harcoltak a Wehrmacht és az SS egységei a szovjet csapatokkal.

### 1945 után Csipkerózsika-álom, majd újjáépítés

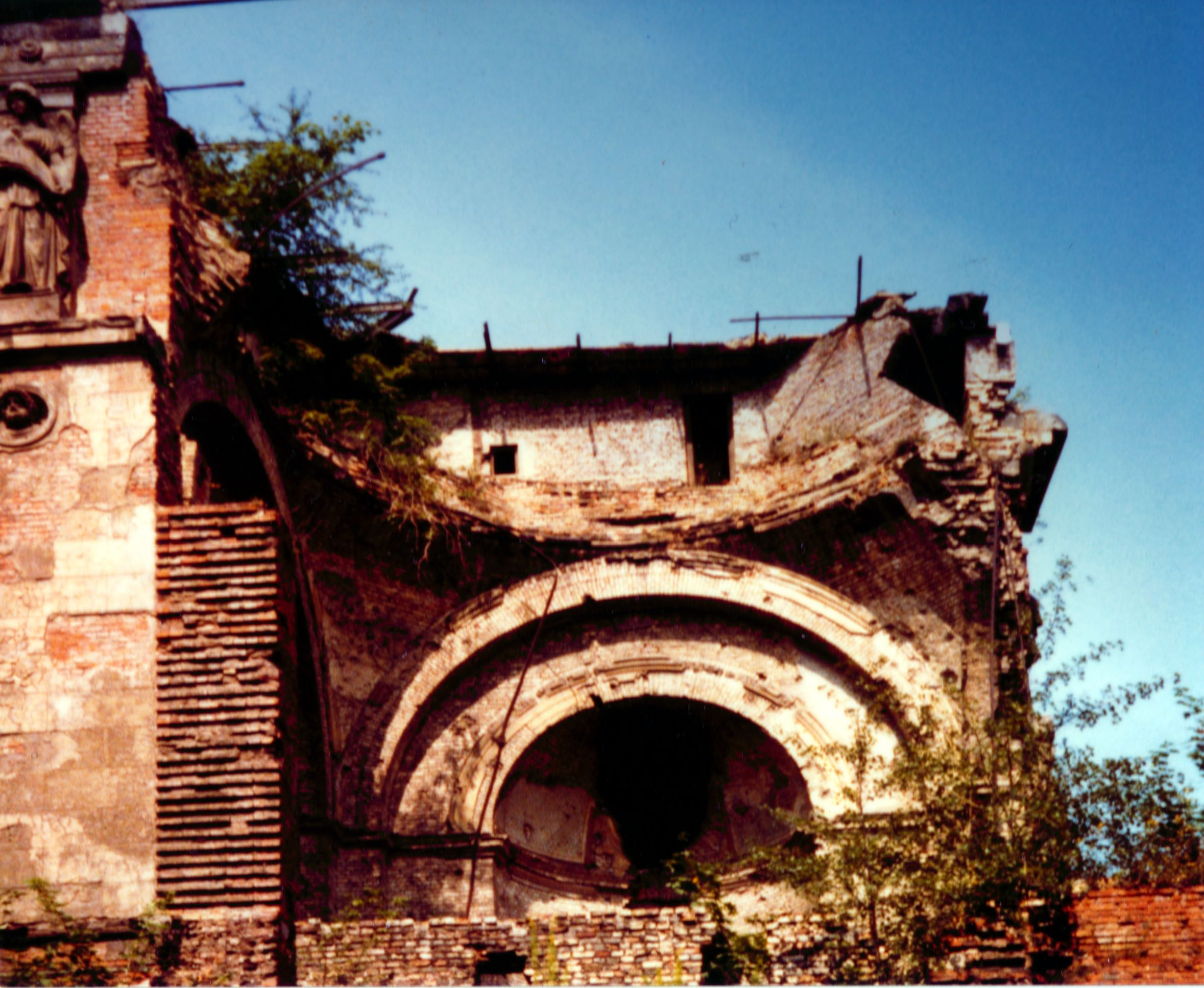
A Neues Museum romjai 1984-ben – a déli kupolaterem

A háború utáni időkben nem fogtak hozzá a múzeum újjáépítéséhez. A múzeum és a Múzeum-sziget is Kelet-Berlinben maradt, és az NDK vezetése sokáig nem tett semmit sem a romos épülettel. A megmaradt használható helyiségeket más múzeumok használták raktárnak. Csak 1986-ban kezdődtek meg az építkezés előkészületei, először további veszteséget jelentő – elkerülhetetlen és elkerülhető – bontásokkal. Eltávolították például az Egyiptomi udvar utolsó maradványait és teljesen lebontották az Altes Museumhoz vezető átjárót. Számos töredéket, maradványt elraktároztak a későbbi újjáépítést elősegítendő. 1989-ben rakták le az újjáépítés alapkövét azzal a céllal, hogy az eredetinek megfelelő formában építik újjá az épületet.
A német újraegyesítés után azonban a projekt leállt. Csak 1999-ben kezdtek újra a munkához, megváltozott koncepció alapján. David Chipperfield brit építész tervei alapján tíz év alatt, 295 millió euró költséggel az egész Múzeum-sziget újjáépítését célzó koncepció keretében építették újjá a házat. A helyreállítás során a teljesen elpusztult északnyugati szárnyat és a délkeleti rizalitot az eredeti térfogatot és tereket szorosan követve, de újonnan kellett felépíteni. Emellett restaurálták és kiegészítették a megmaradt részeket. Chipperfield koncepcióját sokan vitatták, a Gesellschaft Historischer Berlin 2006 márciusában 14 000 aláírást gyűjtött, tiltakozva a látogatóközpont céljára tervezett új épület ellen, és követelve a homlokzatok és a nagy lépcsőház eredeti állapotnak megfelelő helyreállítását. Chipperfield azonban csak a látogatóközponttal kapcsolatban engedett, a Neues Museum helyreállítási tervein nem módosítottak.
2009. október 16-án két berlini múzeumi intézmény, az Egyiptomi Múzeum a papiruszgyűjteménnyel, valamint a korai német történetet bemutató Museum für Vor- und Frühgeschichte, az eredeti helyükön nyithatták meg újra gyűjteményeiket.

## Az épület
A Neues Museum egy csaknem négyszögletes épület. 105 méter hosszú, 40 méter széles, észak-dél irányú, merőleges az Altes Museumra, amivel egy 6,90 méter széles és 24,50 méter hosszú galéria kötötte össze a Bodestrasse felett a második világháborúig.
Az épület legmagasabb része, 31 méterrel, a lépcsőház blokkja. Stüler tekintetbe vette az akkor még csak a tervekben létező Régi Nemzeti Galéria épületét is, és ahhoz egy dór oszlopsorral teremtette meg az összeköttetést.
A háromemeletes épületszárnyak egy-egy belső udvar, a görög és az egyiptomi körül helyezkednek el. Az Egyiptomi udvart már eredetileg is üvegtető borította, a Görög udvart 1919 és 1923 között fedték be. A központi lépcsőház tömbje a keleti homlokzaton kissé kiugró rizalitként jelenik meg, amit a két, kupolával fedett, ablaktalan saroképítmény egyensúlyoz ki.
Az egyszerű, klasszicista homlokzat mögött az 1840-es években igen újszerűnek számító vasszerkezeti megoldások rejtőznek. Ezek tették lehetővé, hogy a nehéz alapozási körülmények ellenére ugyanolyan magasság mellett az épület egy emelettel többet tartalmazzon, mint Schinkel Régi Múzeuma. Az új ipari módszerek alkalmazása révén vált lehetségessé a változatos külső burkolatok alkalmazása, az egyiptomi, görög és római stílusok megjelenítése is az épület belsejében.

## Homlokzatok

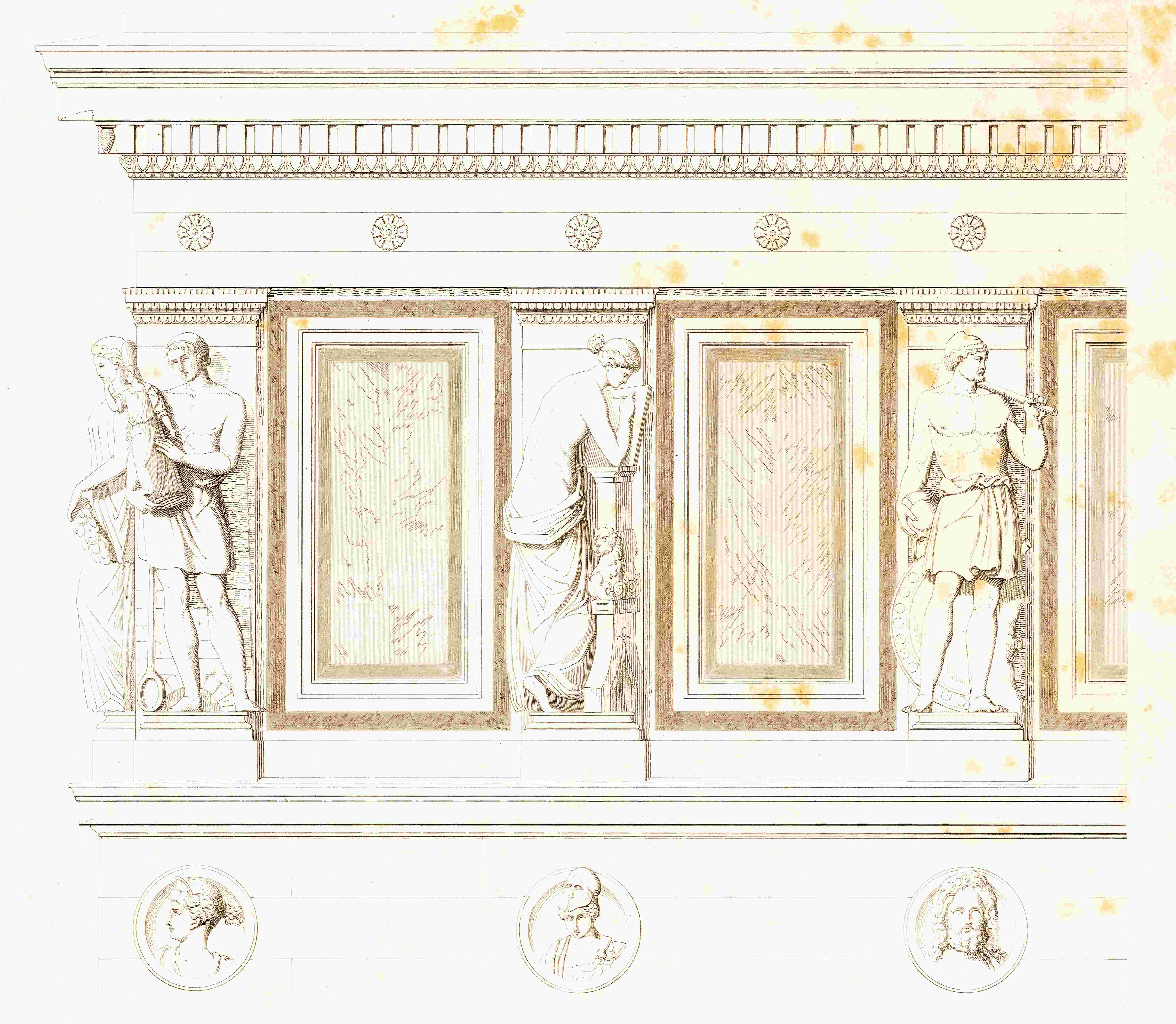
A déli rizalit részletei. Friedrich August Stüler, Das Neue Museum in Berlin, Riedel 1862

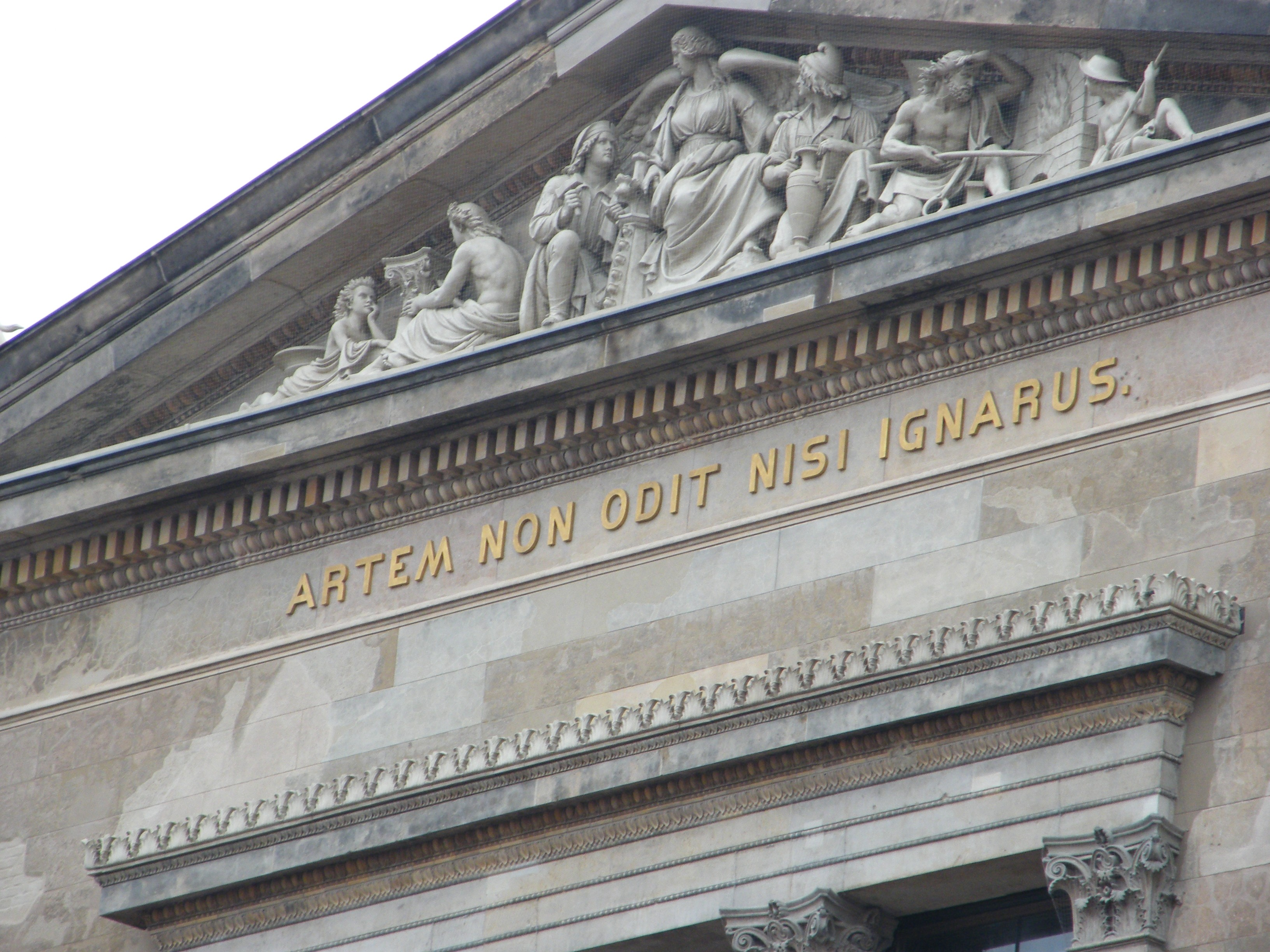
A művészet tanítja az ipart és az iparművészetet. Ónöntvény-dombormű a nyugati homlokzaton, August Kiß munkája, alatta a felirattal

Stüler a Neues Museum külsejét, tekintettel kapcsolatára az Altes Museummal és az egész környék beépítésével tervezett kulturális fórumra, nagyon visszafogottan és egyszerűen formálta meg. A múzeumot ábrázoló 24 litográfia kiadásakor, 1862-ben így írt erről: „Helyzete és a környező épületek miatt az új múzeum esetében nem volt lehetőség olyan nagyszabású és karakteres megoldásokra, mint a régebbi múzeum oszlopsora; ezért csak a részletek megformálásával és a szobrok elhelyezésével lehetett közelebbről jelezni az épület rendeltetését.” Az épület takarékos díszítése lényegében a keleti és nyugati középső rizalitokra, valamint az északi és déli rizalitok ablakkeresztjeire korlátozódik.
A múzeum téglaépületét négyzetes osztatú, különböző színű vakolattal burkolták, ami akkoriban még szokatlan megoldással a terméskő burkolat illúzióját keltette. A keleti fő homlokzat szimmetrikus, a középső, oromzattal ellátott rizalitot két kupolás, ablaktalan sarokrizalit ellensúlyozza. Köztük a két falfelületen az öt-öt ablaktengely minden emeleten más nagyságú és formájú ablakokat foglal magába a mögöttük lévő terek magassága és jelentőségének megfelelően. Az azonos magasságban futó párkányok az első és második emelet között jelképesen összekötik az épületet az Altes Museummal és hangsúlyozzák a homlokzat nyugodt jellegét.
A fő homlokzat középső rizalitja feletti aranyozott rézbetűkből álló oromzati felirat hirdeti a múzeum rendeltetését: MUSEUM A PATRE BEATISSIMO CONDITUM AMPLIAVIT FILIUS MDCCCLV – A fiú megnagyobbította a boldog emlékezetű atya által alapított múzeumot 1855. Az építtető IV. Frigyes Vilmos és apja, III. Frigyes Vilmos – az Egyiptomi udvar hieroglif feliratától eltérően – nincsenek megnevezve. A Friedrich Drake szobrász 1854-ben alkotott stukkó dombormű: A történelem tanítja az építészetet, a szobrászatot, a festészetet és a grafikát illusztrálja a múzeum oktató-nevelő jellegét. Az oromzatot koronázta meg a Gustav Blaeser által alkotott borusszia, Poroszországot jelképező szobor, ami a háborúban elpusztult. Ez azt szimbolizálta, hogy a múzeum a porosz állam tulajdona. Helyén ma egy zászlórúd áll a múzeum zászlajával.
A sarok-akroterionok Albert Wolff berlini szobrász munkái. Ez a két bronz griffmadár, mint Apolló kísérői, a művészet istenének szerepére utalnak. A monumentális, háromtengelyű ablakcsoport és az azt keretező oszlopok és pilaszterek (dór oszloprend szerint az első, korinthoszi szerint a második emeleten) uralják a rizalitot. A középső tengelyen, a földszinten helyezkedik el a főbejárat, mellette egy-egy ablakkal.
A két sarokrizalitot a művészet és a tudományok allegóriái ékesítik. A homokkő szobrok August Wredow, Carl Heinrich Gramzow, Wilhelm Stürmer, Karl Heinrich Möller és Heinrich Berges alkotásai. A figurák közötti, márvánnyal borított felületek színes hangsúlyt adnak a külső homlokzatnak. A rizalitok közötti falakon az első emeleti ablakok kő ablakkeresztjeit ónból öntött gyermekfigurák díszítik, kezükben a gyűjtemények kincseire utaló tárgyakkal.
A Múzeum-szigetet körülölelő Spree folyó Kupfergraben nevű ága felé néző nyugati homlokzat fő vonalaiban a keleti, bejárati homlokzatot követi. A két sarokrizalit helyett azonban további három ablaktengelyt alakítottak ki, és a kupolák helyett ónfigurák hangsúlyozzák a sarkokat. A középső rizalit kialakítása hasonlatos a keleti homlokzathoz, a bejárat helyét egy további ablak foglalja el. Egy ismeretlen oromzati figura alatt a művészet allegóriája oktatja az ipart és az iparművészetet megszemélyesítő figurákat August Kiß szobrász 1862-es óndomborművén. A felirat szövegét maga IV. Frigyes Vilmos választotta – ARTEM NON ODIT NISI IGNARUS azaz Csak a tudatlanok becsülik le a művészetet – és itt is aranyozott részbetűkből formálták meg. A kissé különös, negatív megfogalmazású felirat sok spekulációnak adott teret. Egyes korabeli vélemények szerint burkolt kritika is lehetett a király részéről apja ellen, aki a merev konzervativizmus megtestesítője volt.

## Az épület szerkezete

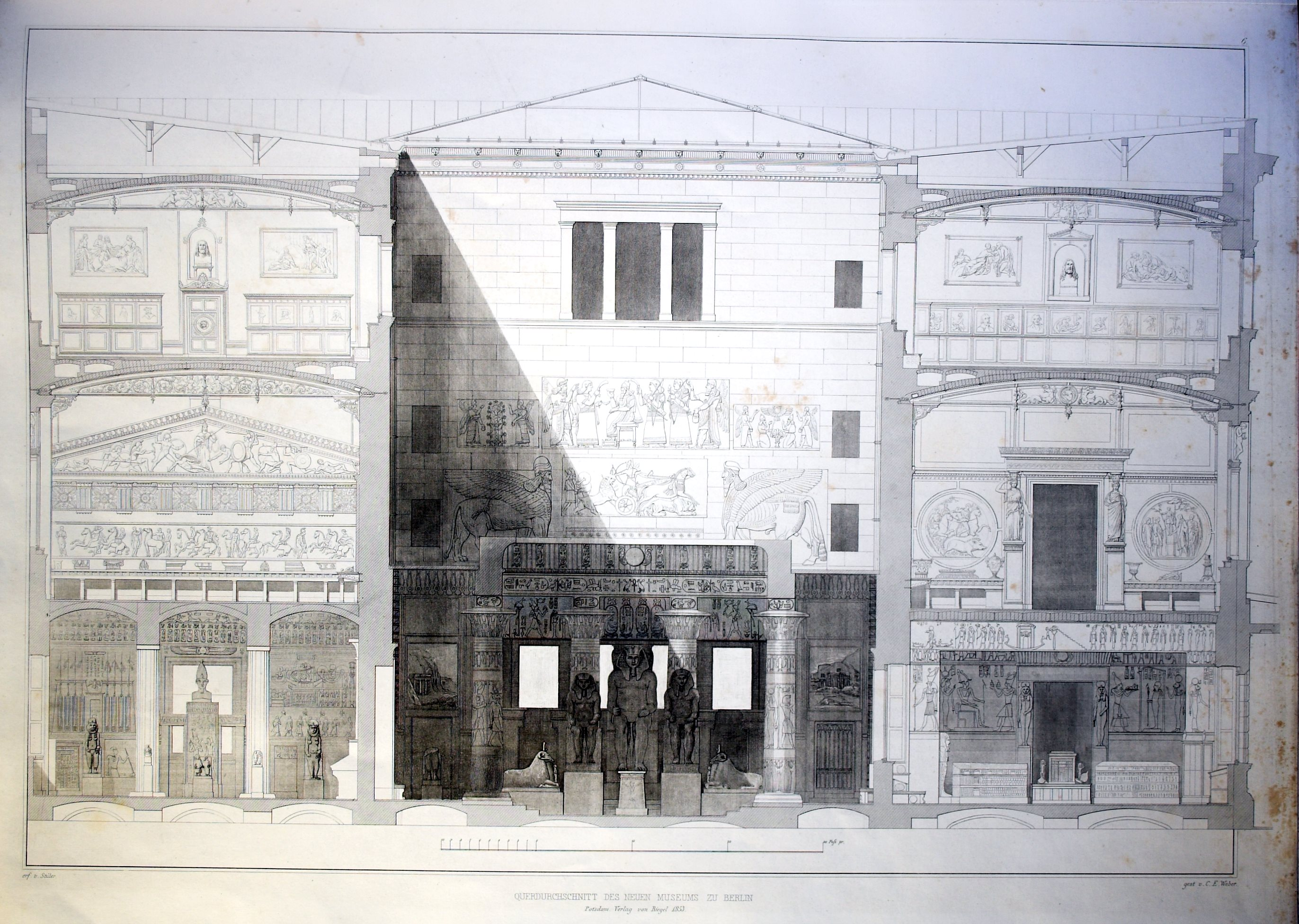
Az északi szárny metszete – látható és begfalazott vas boltozati elemek a Mitológiai terem födémében, üvegtető az Egyiptomi udvar felett

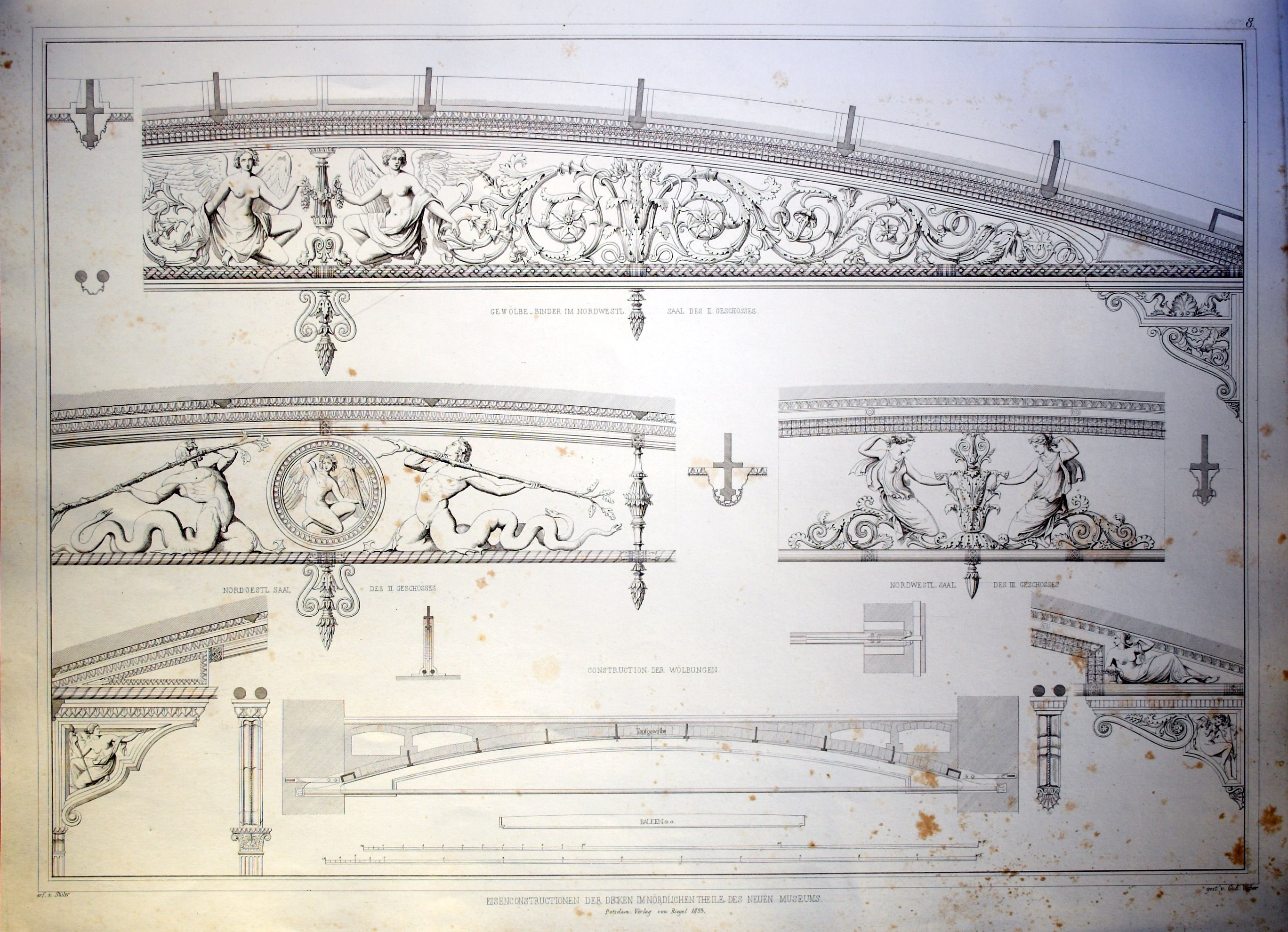
A boltozat szerkezete és a hordozó elemek különböző díszítései az északi szárnyban

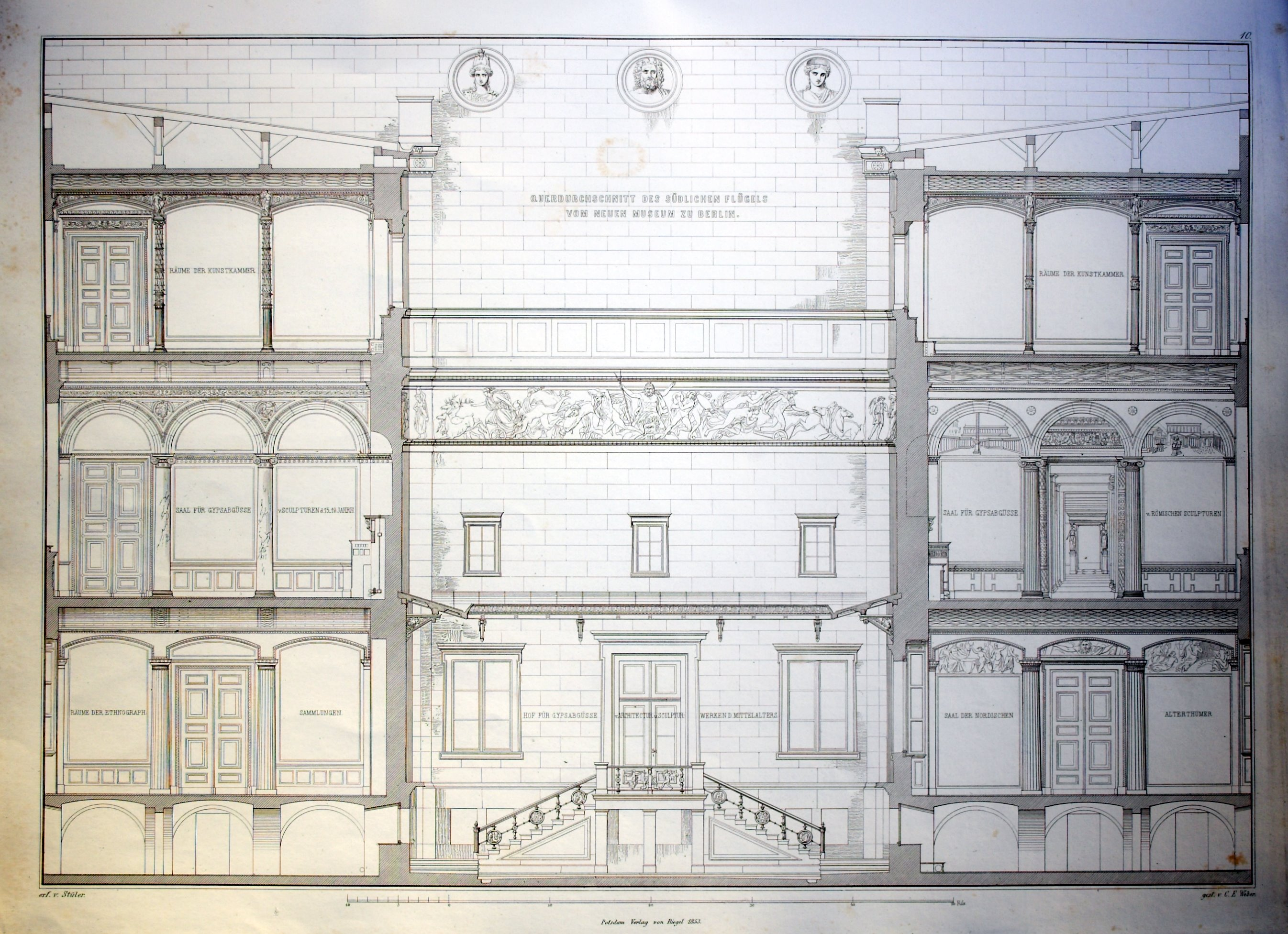
A déli szárny metszete a Görög udvarral

A Schinkel által épített Altes Museum és a Neues Museum építésének kezdetei között mindössze 17 év telt el. Amíg azonban Schinkel hagyományosan, tulajdonképpen az előző, 18. század technológiájával, faácsolatokkal építkezett, Stüler vasszerkezeteket, könnyű téglákat és az ipari forradalom által lehetővé tett új technológiákat alkalmazott.A Régi Múzeum és a Neues Museum elnevezései ily módon szimbolikus jelentést is kaptak.
Stüler múzeuma a vasból készült támasztékok, hordozóelemek és gerendák bonyolult, kifinomult rendszerére épült. A jobbra látható metszetek mutatják ennek néhány példáját. Kívülről is látható, sárgarézzel és ónnal burkolt vasszerkezetek hordozzák a lapos födémet a Niobidák termében, a Görög teremben és a Rézmetszetek termében. A középső kép mutatja a egységes szerkezettel, de eltérő díszítéssel megalkotott íves tartószerkezeteket. Ezek öntöttvas ívekből és „Staffordhire legjobb vasából” vett, hét körvasrúdból egységessé kovácsolt körvasból (2⅓ collos a harmadik szint kisebb terhelése számára és 3 collos a második emeleten) hengerelték. Az ívek feszességét csavarokkal lehetett finoman szabályozni. A könnyen formálható öntöttvas és a nagy húzószilárdságú kovácsoltvas okos kombinációja a maga korában technikai újításnak számított. A földszinten a Mitológiai teremben ugyanezek a vasszerkezeti elemek a vakolat mögött rejtőznek, így olyan hatás keletkezik, mintha kőből építkeztek volna. A vasszerkezeteket August Borsig gyára szállította. Simeon Pierre Devaranne és Moritz Geiß üzemei gyártották az ónöntvényeket.
Az Egyiptomi udvar feletti kettős üvegtetőt is vasszerkezet tartotta, de ezt az alsó tejüveg réteg eltakarta a látogatók elől. A támaszték nélküli üvegfelület 380 m²-es volt. Berlinben ez volt az első üvegtetős belső udvar, amit aztán később más múzeumoknál illetve áruházaknál is alkalmaztak. Izgalmas megoldás volt az a drótkötéllel kifeszített vasszerkezet is, ami a Csillag-terem „gótikus” boltozata mögött rejtőzött. Erre statikai okok miatt volt szükség, mert a harmadik emelet vékony falai nem bírták volna el egy igazi gótikus boltozatot. Az előcsarnokban a kazettás mennyezetet bronzszegélyekkel díszített vasgerendák tartják.
Stüler rendkívül sokoldalúan bánt a vasszerkezetekkel. Részben tudatosan bemutatta, sőt díszítő elemként alkalmazta azokat, másutt pedig a vakolat vagy az üvegtető mögé rejtette. A háborús pusztítások a rejtett elemek egy részét is felszínre hozták és így ablakot nyitottak a korabeli technikai megoldások részleteire.
A vasszerkezetek alkalmazását számos ok indokolta: az építési idő lerövidítése, a tűzbiztonság szempontjai, de különösen a laza altalaj, amely szükségessé tette az épület súlyának csökkentését – minél nagyobb befogadóképesség mellett. Stüler azonban nem ragaszkodott mindenhol a vashoz: a lépcsőház tetőzetét fából alakította ki, bár a tűzbiztonság szempontjainak ez nem felelt meg igazán. Itt azonban azt vette figyelembe, hogy egy fémszerkezetes tetőzeten a nagy hőingadozások miatt állandó a páralecsapódás, amitől csepegés jelentkezett volna.
Az építészeti tevékenység egy része a vasszerkezetekkel együtt az építkezés helyszínéről átkerült a gyárba. Ez meggyorsította a munkát, de nagy igényeket támasztott a szállítással, logisztikával szemben. Borsig a szédítő tempójú építkezés során időnként szállítási zavarba került, amint azt a fennmaradt üzleti levelezés is bizonyítja. Újdonság volt a minőségbiztosítás is. Minden vasszerkezeti elemet vizsgálatnak vetettek alá, mielőtt elhagyta volna August Borsig gyárát. Ezzel Berlinben már az 1840-es években megindult az ipari módszerek alkalmazása az építészetben, amit általában Joseph Paxtonnak a londoni 1851-es világkiállításra emelt Crystal Palace nevű épületéhez szoktak kötni.

## Belsőépítészeti kialakítás

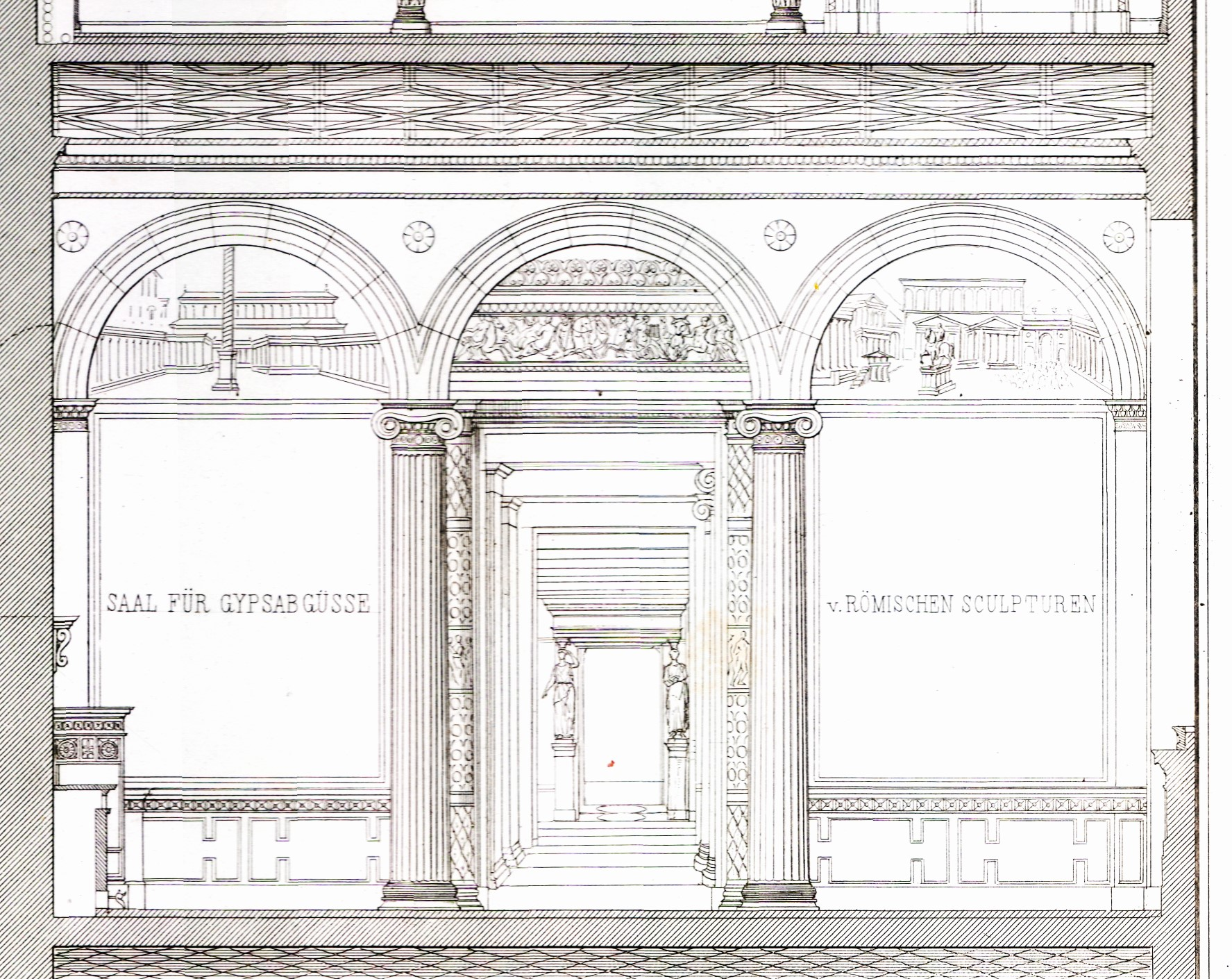
A Római terem falának kialakítása: lábazat; középső nyugodt, egyszínű zóna a szobrok hátteréül; felső rész faliképekkel

A takarékos külső díszítéstől eltérően a belső kialakítás rendkívül gazdag. Stüler szándéka az volt, hogy a dekoráció a lehető legnagyobb mértékben összhangban legyen a kiállítandó tárgyakkal. Felfogása szerint a belsőépítészeti megoldásoknak mintegy támogatnia, kiegészítenie kell a kiállított festményeket, szobrokat – anélkül azonban, hogy konkurenciát támasztanának számukra. Ezeknek az elveknek megfelelően jelentek meg a termekben az adott gyűjtemények háttereként korabeli építészeti megoldások másolatai és faliképek valamint gazdag keleti falfestmények. Még a falak festése is hozzájárult a megfelelő hangulat kialakításához. A Berlin und seine Kunstschätze című korabeli kiadvány a szimbólumok labirintusáról írt ebben az összefüggésben.
A kiállítótermek falainak festése is háromosztatú volt: a vitrinek aljáig érő lábazat felett a falfelület középső részét nyugodt, de erős, a kiállított tárgyakkal kontrasztot képező színekre festették. Ez a legtöbb teremben a pompeji vörös, másutt zöld vagy bíborszínű volt. A felső zónát pedig faliképek díszítették az építészeti megoldásokhoz igazodva. A Hazai teremben ezek északi istenségeket ábrázoltak, a Mitológiai teremben egyiptomi isteneket, a Niobidák termében antik sagák hőseit. Az Egyiptomi udvarban, a Görög és a Római termekben tájképfestmények és történelmi építmények ábrázolásai utaltak magukra a gyűjteményekre. Egy további típus volt a történelmi események megjelenítése, mint a déli kupolateremben.
A korabeli kritikák általában nagyon kedvezőek voltak, de arra is rámutattak, hogy az exponált tárgyak és a belső díszítések közötti ilyen erős összhang akadálya lehet a kiállított anyag későbbi, minden bizonnyal szükségessé váló bővítésének. Valóban, ez később, már az 1870-es évektől komoly problémákat okozott, amikor egyes gyűjtemények új helyet kaptak és elköltözhettek, helyükre pedig más anyag került.
További kritikák érték tudósok részéről a túlságosan romantikus és egzotikus díszítéseket, és azokat az ábrázolásokat, amelyek időközben tudományosan meghaladottá váltak. Ennek ellenére a múzeum vezetői csak nagyon óvatosan változtattak. Kivétel volt ez alól az Amarna-kollekció elhelyezése az 1920-as években, ami nagyobb átépítéseket tett szükségessé. Samuel Beckett ír színműíró 1937. január 7-i naplóbejegyzésében a múzeum berendezését zavarosnak nevezte, kivéve az Amarna-udvart.

## A múzeum és gyűjteményei a megnyitásakor

### Az előcsarnok és a lépcsőház

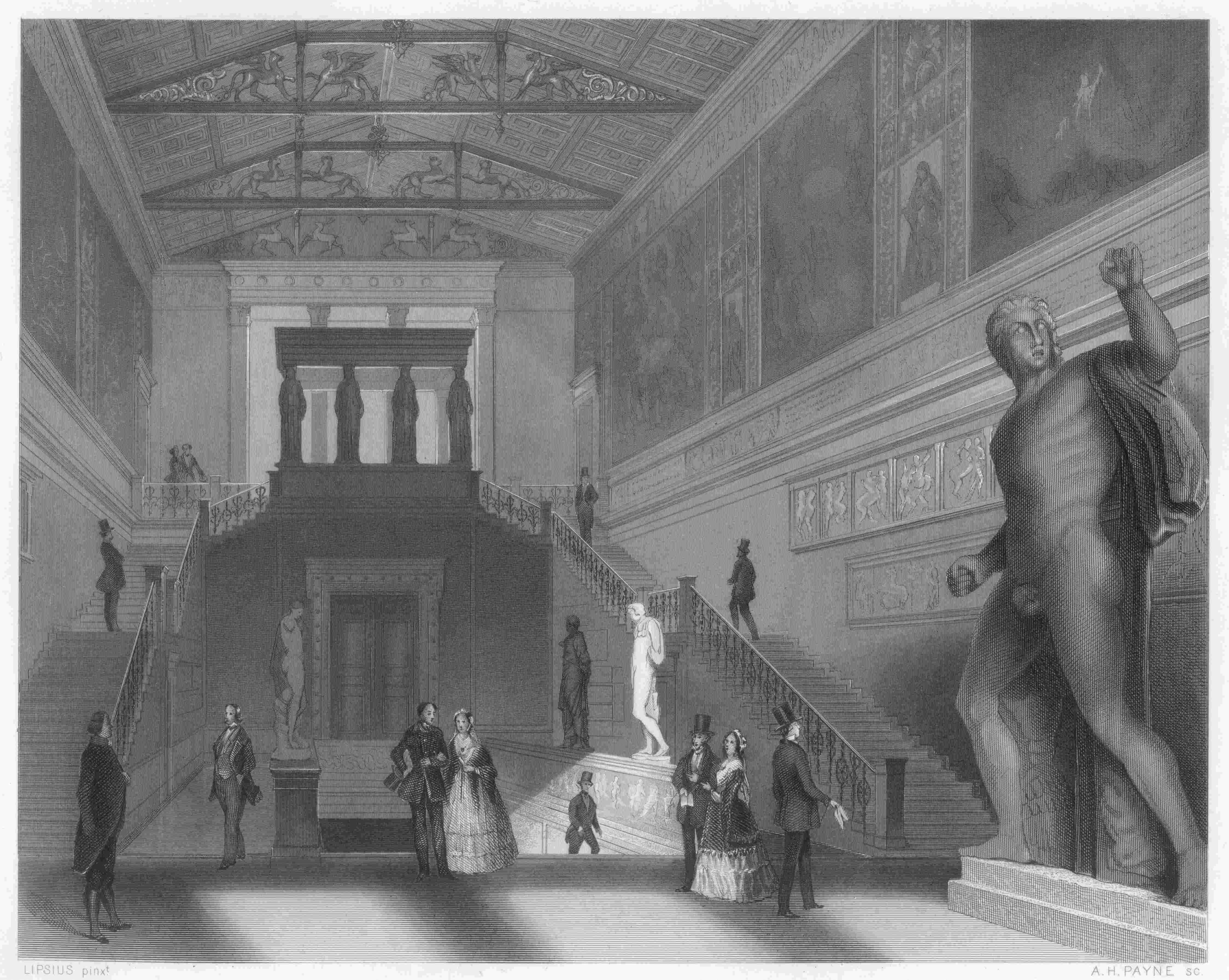
A Neues Museum lépcsőháza 1850 körül

Az előcsarnok kazettás mennyezetét carrarai pavonazetto-márványból készült négy dór oszlop tartotta. A világos, sötétlila erezetű márvány jól harmonizált a vörösesbarna talpazattal és márvány-utánzatból készült sárga falakkal. A tetőszerkezet bronzszegéllyel díszített vasgerendákból állt, amelyek büszkén mutatták az épület szerkezetét. Innen balra nyílt a bejárat egy fényezett paliszander ajtón át az északi régiségek gyűjteményébe, jobbra az egyiptomi gyűjteménybe.
Már az előcsarnokból látható volt a lépcsőzet csarnoka. Sziléziai márványból készült lépcső vezetett fel egyenesen az első emeletre. A „lépcsőház” 38 méteres hosszúságával, 15,70 méteres szélességével és 20,20 méteres magasságával az épület egész mélységét és összes emeletét átfogta, az épület legnagyobb tere volt. A kiterjedt falfelületek és a nagy ablakoknak köszönhető jó megvilágítás ideálissá tették szobrok és domborművek bemutatására. A lépcsőház kialakítása során Stüler mesterének, Karl Friedrich Schinkelnek egy korábbi tervére támaszkodott, amely az Akropoliszra tervezett görög királyi palota számára készült, de nem valósult meg.
Az alapszinten két 5,50 méter magas, monumentális szobor állt, a római Quirinale-palota előtti Castor és Pollux szobrok másolatai. Innen a falak mentén két lépcsőszárny futott felfelé, egy közös pihenővel, a második emeletre. A pihenőn egy Koré-szobor másolata állt az athéni Akropoliszról.

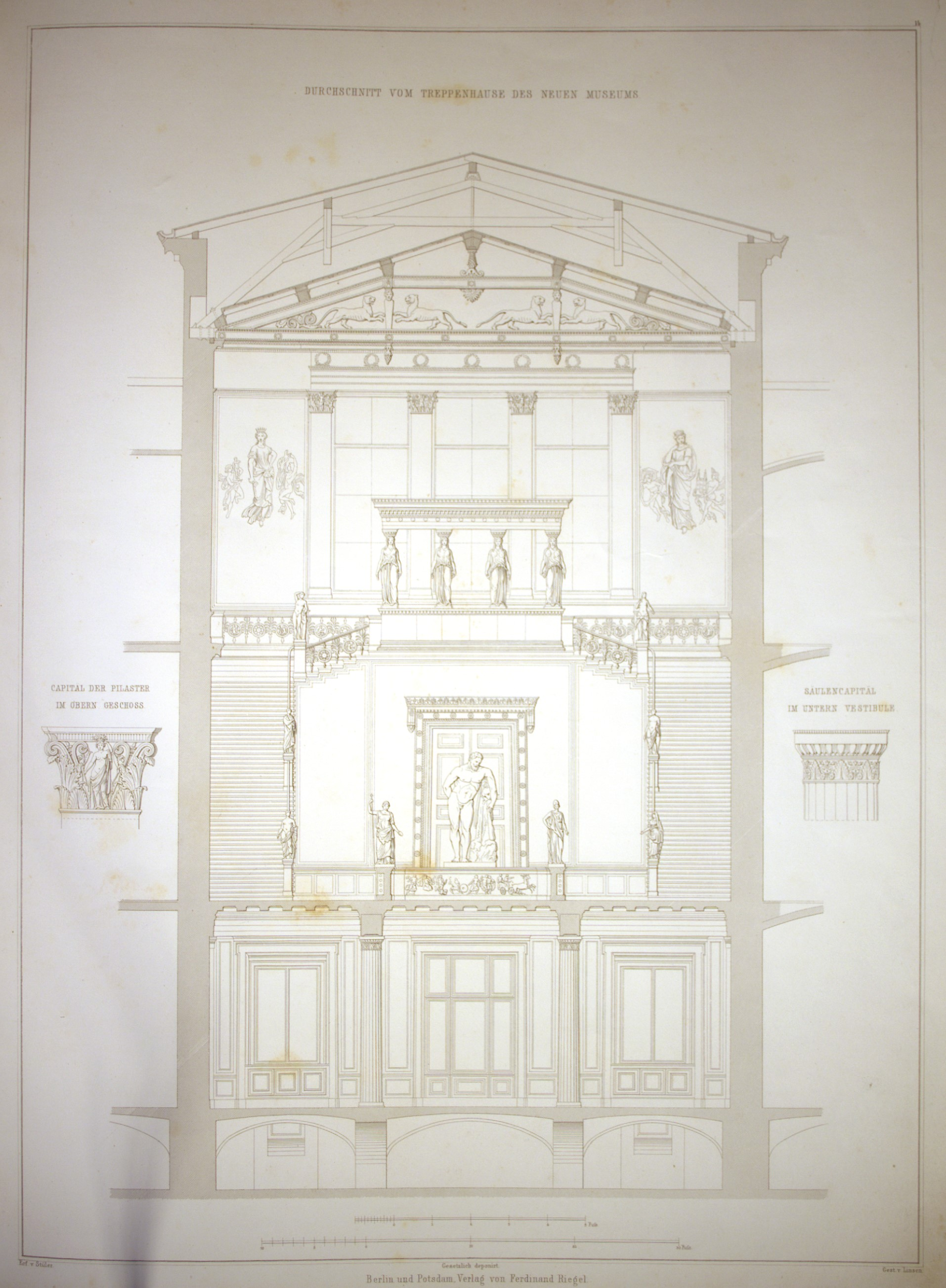
A lépcsőház keresztmetszete

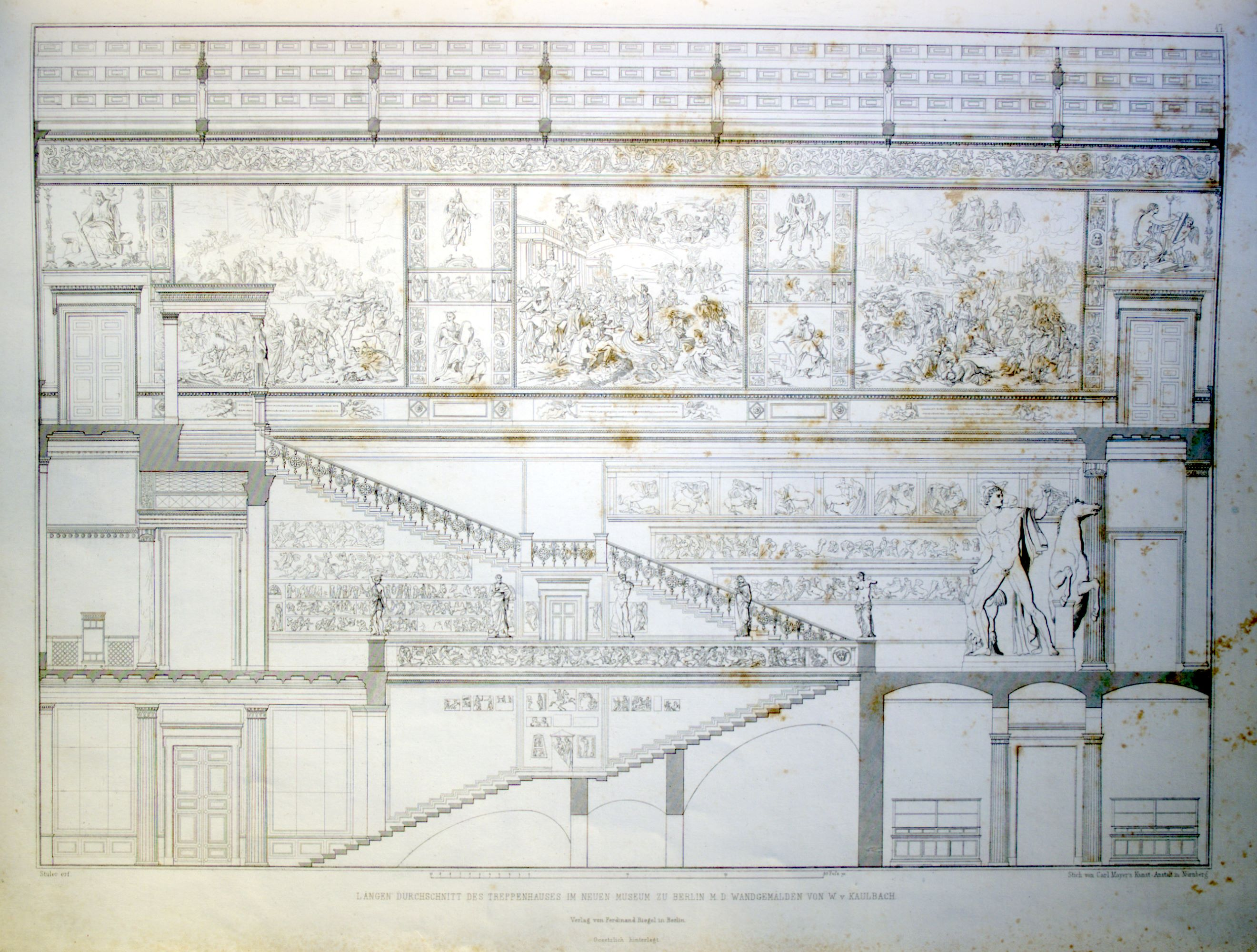
A lépcsőház hosszmetszete (Friedrich August Stüler, Das Neue Museum in Berlin, Riedel 1862)

Az első és a második emeletet egy fal-architráv választotta el, amely a felső emelet falfestményeinek alapzatát képezte. Stüler eredeti terveiben ezt a falat pilaszterekkel tagolta volna. IV. Frigyes Vilmos személyesen döntött úgy, hogy ezt a felületet a világtörténelem fő szakaszait ábrázoló hat nagy falikép elhelyezésére kell felhasználni. A képek megalkotására Wilhelm von Kaulbach bajor udvari festőt kérték fel Münchenből. A király szorosan követte az alkotói folyamatot, de tanácsadóként szerepelt többek között
Alexander von Humboldt is. A világ teremtése hat napjának analógiájára a világtörténelem hat fordulópontját kívánták ábrázolni, a babiloni toronytól a reformációig. A képek egyenként mintegy 7,50 méter szélesek és 6,70 méter magasak voltak, összesen 75 méter hosszú területet foglaltak el. Kaulbach 1847 és 1866 között a sztereokrómia technikájával készítette el azokat, ami lehetővé tette, hogy olajjal dolgozzon és a képeket utána vízüveggel vigyék fel a falfelületre, freskó hatását keltve. Itt alkalmazták először ezt az újonnan feltalált technikát.

### A földszint
A földszinten helyezkedett el az egyiptomi gyűjtemény, a hazai régiségek kollekciója és az etnográfiai gyűjtemény.
Az egyiptomi részleg átfogta a múzeum egész északi szárnyát, az Egyiptomi udvar körüli öt termet. Kialakítására, berendezésére Karl Richard Lepsiust, a kor vezető egyiptológusát kérték fel, aki 1842 és 1845 között a király megbízásából gyűjtőexpedíciót is vezetett Egyiptomba.
A hazai régiségek kollekciója az előcsarnokból dél felé nyílt. Az akkoriban ott elhelyezett ókori, bronzkori leletek ma már a Museum für Vor- und Frühgeschichte állományában vannak.
Az etnográfiai gyűjtemény a csatlakozó három teremben helyezkedett el. A kollekció időbeli és térbeli eredete meglehetősen változatos volt, Afrikából, Óceániából, Kínából, Japánból és Mexikóból egyaránt szerepeltek ott leletek, műtárgyak.
Az északi és az etnográfiai gyűjtemények termei vették körül a déli szárny központjában a Görög udvart, amelyet Zeusz, Héra és Athéné isteneknek a lépcsőház külső falán elhelyezett fejszobrairól neveztek el.

### Az első emelet – a gipszszobrok gyűjteménye

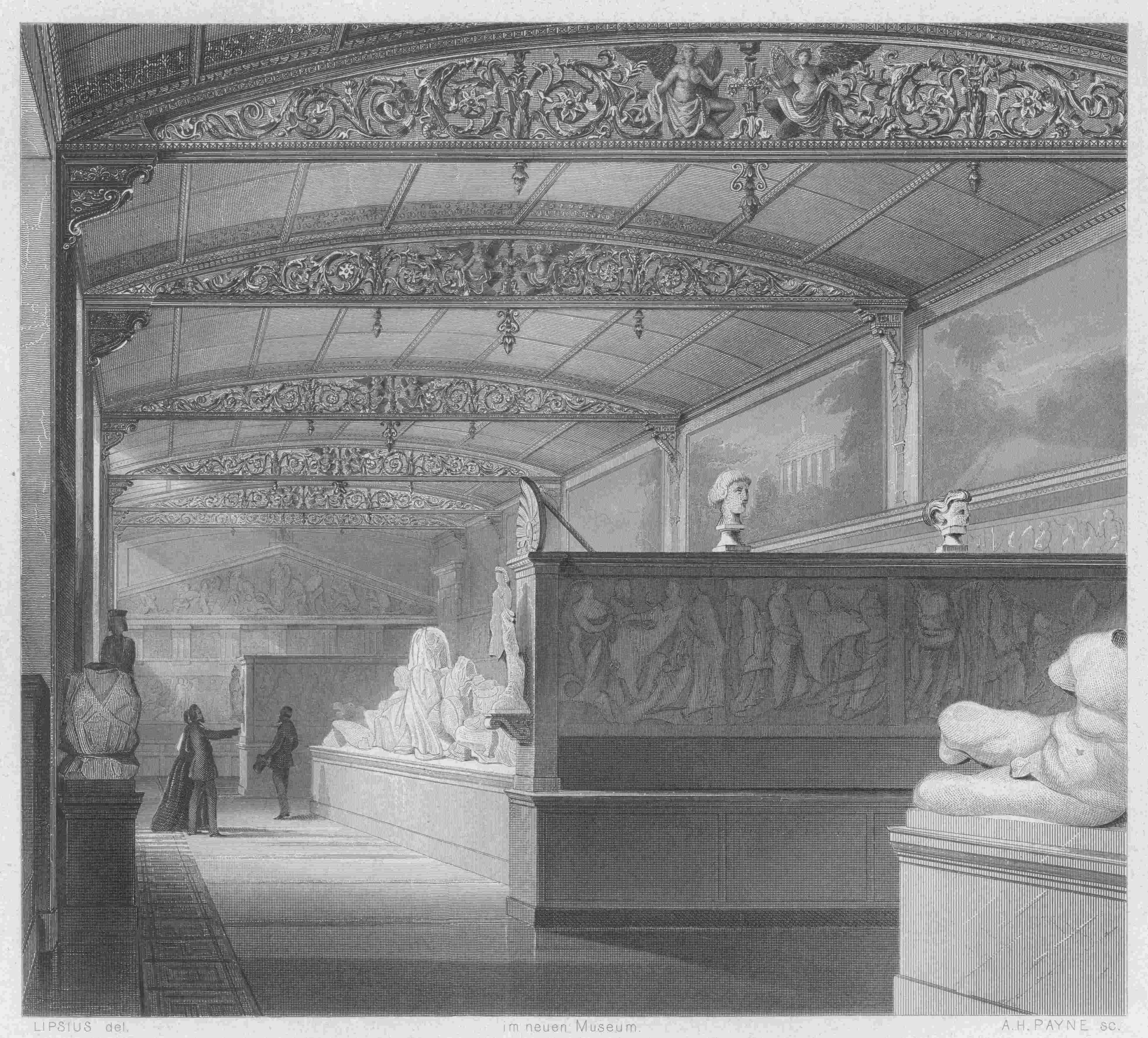
A görög terem 1850 körül

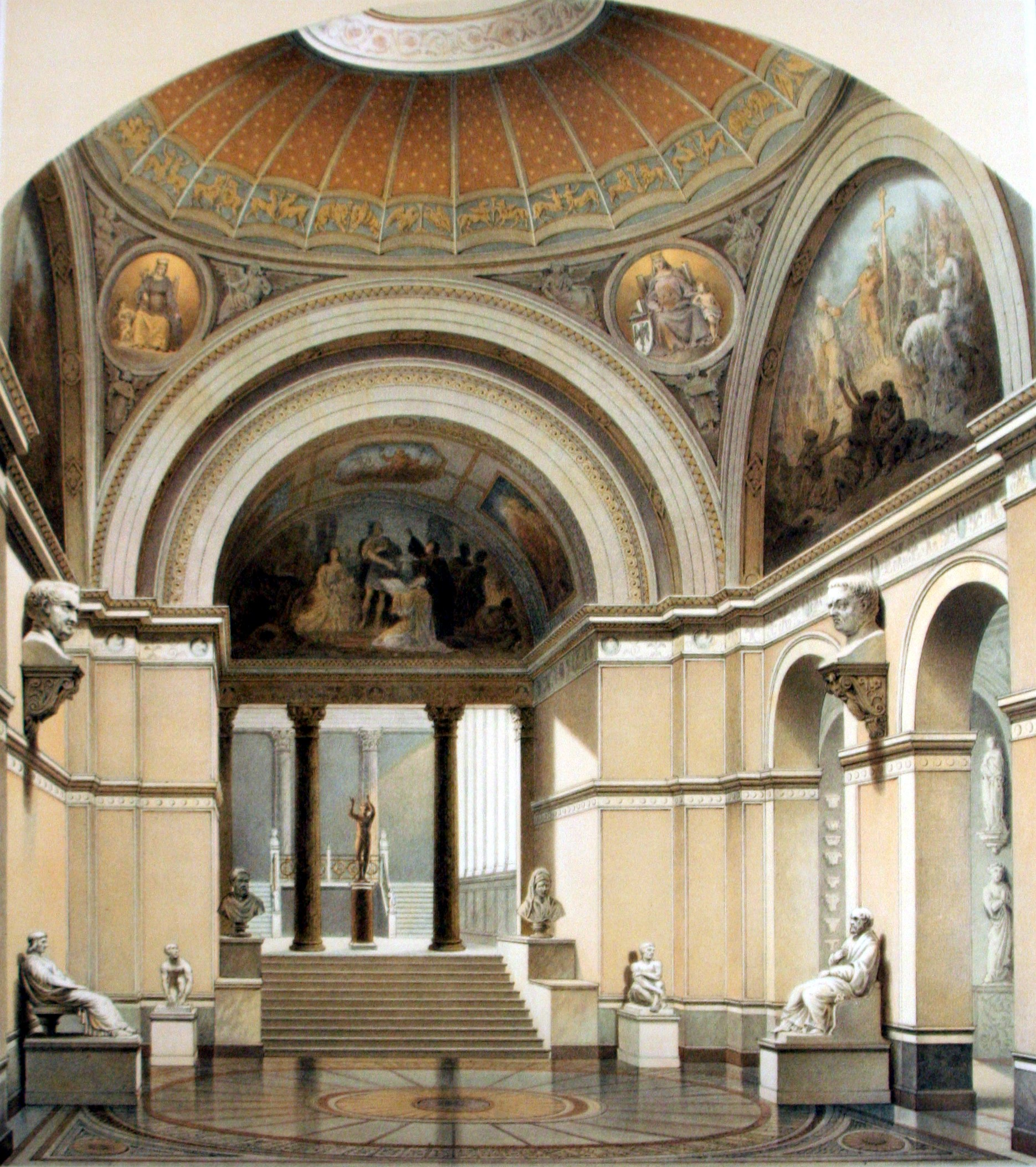
A déli kupolaterem a római teremből nézve, 1862

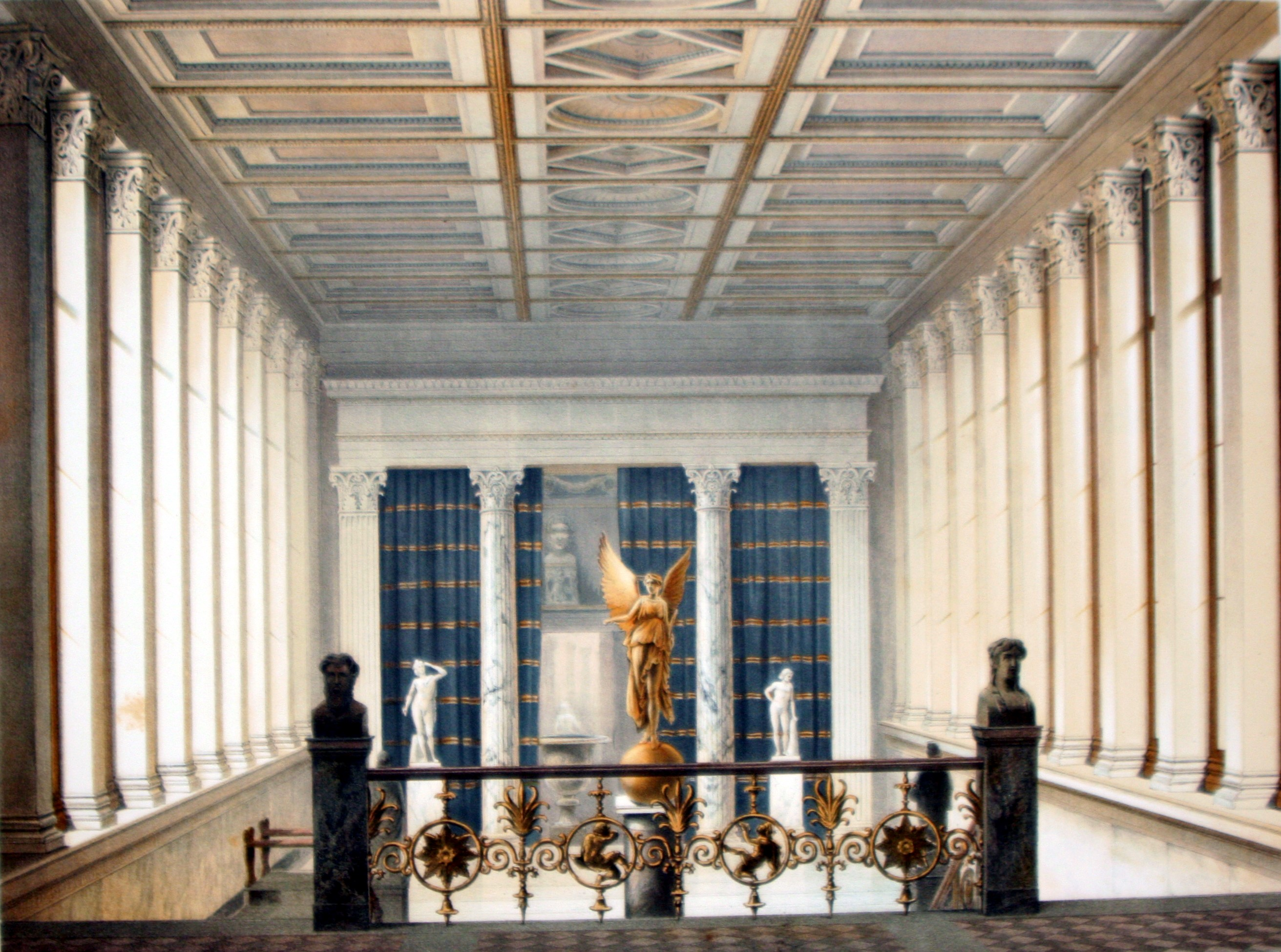
Az összekötő galéria az Altes Museumhoz, a déli kupolaterem felé tekintve, 1862

Az egész első emeletet, ami a korabeli felfogás szerint a reprezentatív épületek fő emelete volt, a régi szobrok gipszmásolatai minél teljesebb gyűjteményének szánták. A klasszikus szobrászatot akkoriban sokkal nagyobb érdeklődés és tisztelet övezte, mint a földszinten elhelyezett „primitív” alkotásokat, így ez volt a múzeum tulajdonképpeni középpontja. Az emelet helyzete egyben lehetővé tette átjáró kialakítását is az Altes Museumba, ahol csak eredeti kő- és fémszobrokat őriztek.
A görög szobrok gyűjteménye az első emelet északnyugati szárnyát foglalta el, beleértve az északi nyolcszögletű kupolatermet, amely több mint 12 méter magas volt és csak felülről kapott megvilágítást. Külön termekben kapott helyet a Laokoón-csoport egy másolata, valamint az Apolló-szobrok gyűjteménye. A Niobidák termében 21 falfestmény antik mondákat elevenített meg.
A római teremben, a középkori és az újkori termekben az elnevezéseknek megfelelő korokból származó szobrok gipszmásolatait mutatták be. A déli kupolateremből nyílt az átjáró galéria a Régi Múzeumhoz.

### A második emelet – rézkarckabinet és műkincskamara
Az épület harmadik szintje, a második emelet a főemeletnél alacsonyabb belmagasságú, ezért az itteni helyiségeket terem helyett kabinetnek, kamarának nevezik. A Kupferstichkabinett és a Kunstkammer mellett itt voltak/vannak a kiszolgáló helyiségek, az igazgatóság és a munkatársak dolgozószobái is.
A helyiségek bevilágítása érdekében azért törekedni kellett a lehető legnagyobb belmagasságra is, de úgy, hogy az épület egésze ne legyen magasabb az Altes Museum tömbjénél. Ezért itt már kizárólag könnyű vasszerkezeteket használtak az építkezés során.
A rézkarc-kabinet helyiségei az északi szárnyon, az Egyiptomi udvar légterét körülölelve helyezkedtek el. A rézkarcok mellett nagy mesterek rajzaiból is kiállítottak itt.
A Kunstkammer helyiségei a déli szárnyon, a Görög udvar körül-felett csoportosultak. Itt iparművészeti alkotásokat mutattak be, elefántcsont-figurákat, fafaragványokat, üveg- és porcelán remekeket.

## Az újjáépítés és a körülötte lefolytatott viták
Az épület romjainak biztosítása, állagvédelme és az újjáépítés előkészítése csak 1986-ban kezdődött meg. Az NDK illetékesei a teljes körű helyreállításban gondolkoztak, és a feltárás során igyekeztek minden használható elemet elraktározni. A nagy lépcsőház hatalmas faliképeinek restaurálását a Nemzeti Galériában megőrzött eredeti, azonos méretarányú karton-vázlatok alapján tervezték.
Az 1989-es fordulat és a német újraegyesítés után azonban megváltozott a koncepció; a „kiegészítő helyreállítás” elve győzedelmeskedett az egész Múzeum-szigetre vonatkozó átfogó terv (Masterplan) keretében. Ennek értelmében a megmaradt elemek megőrzése mellett a teljesen elpusztult épületrészeket nem építik vissza eredeti formájukban, hanem csak tömegükben, jelzésszerűen. Így világosan látható marad, melyek az originális, és melyek a pótolt elemek.

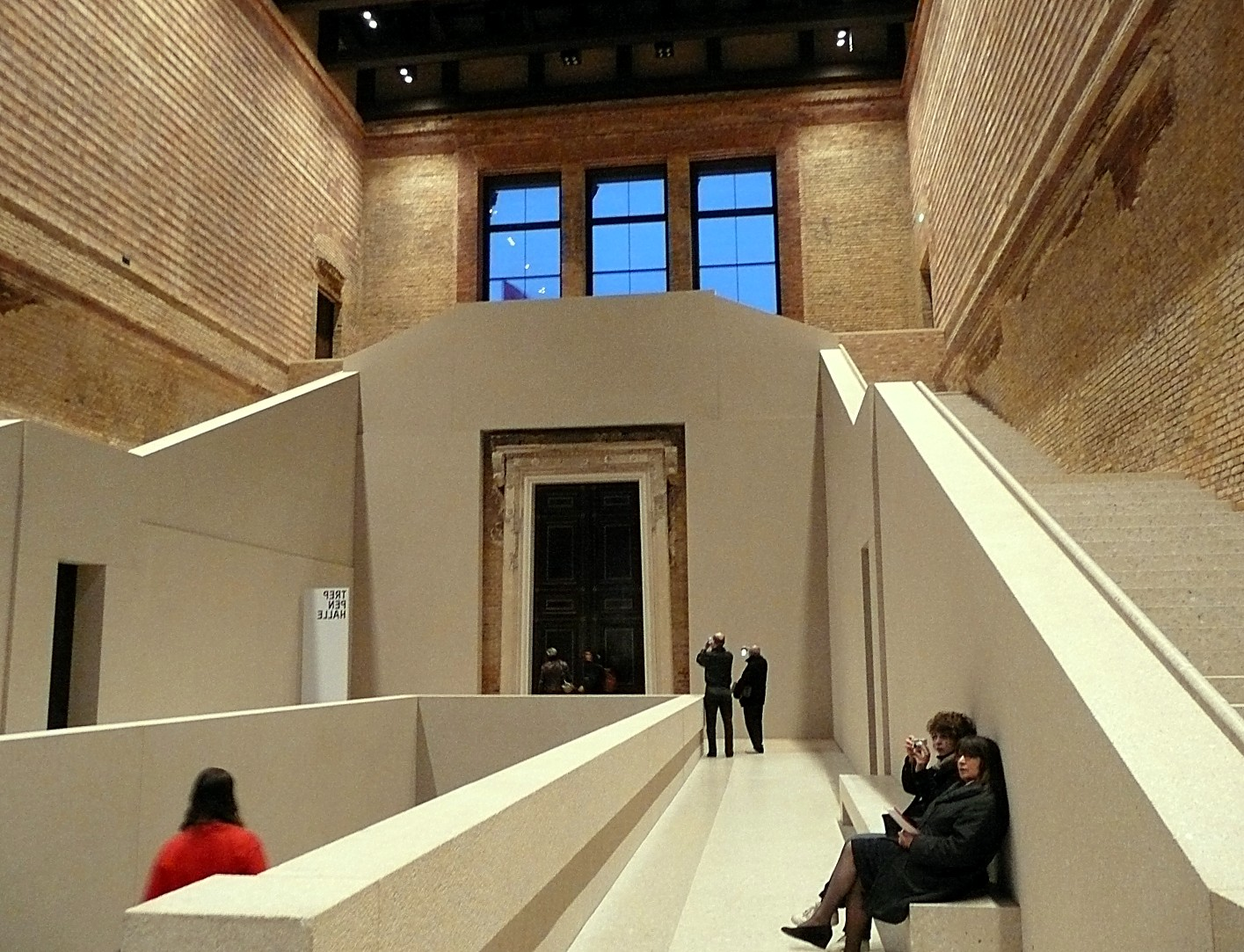
Az újjáépített múzeum bejárati csarnoka

Az 1993-ban kiírt versenypályázat nem hozott eredményt. 1997-ben végül a porosz kultúralapítvány David Chipperfield építészt bízta meg a Neues Museum helyreállításával, aki az elfogadott koncepciónak megfelelően igyekezett elkerülni mind a történelmietlen teljes rekonstrukciót, mind a régi és új elemek romantikus szembeállítását, mind pedig az elszenvedett pusztítás monumentalizálását.
A Múzeum-sziget átfogó rekonstrukciójára vonatkozó elképzelések, és bennük David Chipperfield tervei nagy vitákat váltottak szakmai körökben és a szélesebb közönség részéről egyaránt. A Masterplan szerint a Múzeum-szigetre közös bejárati, a nézőket fogadó csarnok épül, a James Simon-galéria, és az összes ottani múzeumi épületet, a kissé oldalra eső Régi Nemzeti Galéria kivételével, egy földalatti „régészeti sétaút” köti majd össze.

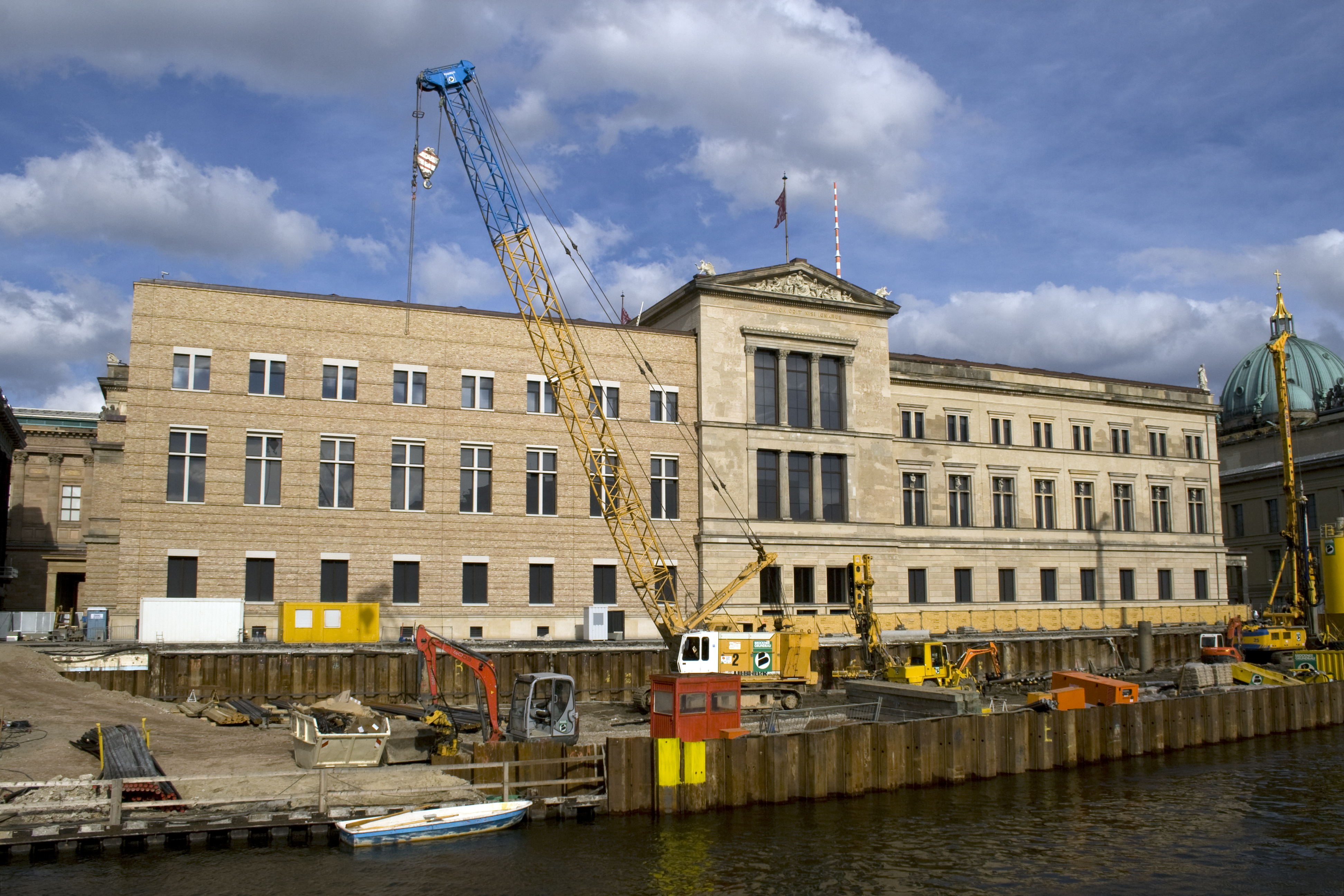
A Neues Museum nyugati homlokzata, előtte a James Simon-galéria alapozási munkálataival. A homlokzaton jól láthatók az újjáépített és a megmaradt régi részek közötti különbségek. 2010. 04. 01.

A Történelmi Berlin Társasága nevű civil szervezet 14 000 aláírást gyűjtött össze és nyújtott be a német parlamentnek az ügyben, elsősorban a Chipperfield által tervezett bejárati üvegcsarnok ellen tiltakozva. Emellett a társaság követelte a Neues Museum homlokzatainak és fő lépcsőházának az eredetihez hű helyreállítását. A kritika hatására az építész átdolgozta terveit, és egy légies, átlátható oszlopsorral oldja meg a nézőket fogadó helyiségek építését a Neues Museum nyugati homlokzata előtt, a Kupfergraben partján. Ez már kedvezőbb visszhangot kapott.
A Neues Museum újraalkotott épülete 2009 márciusában készült el. A régi és új építészeti munka jelentőségét mutatja, hogy az épületet már üresen megnyitották a látogatók előtt, és azt már az első hétvégén 32 ezren tekintették meg. A múzeum a gyűjteményekkel együtt október 16-án nyílt meg.
2010-ben megkapta az Európai Bizottság és az Europa Nostra szövetség Nostra Díját a nagyszerű restaurációs munkáért.

## A múzeum gyűjteményei az újjáépítés után
A Neues Museum teljes újjáalkotása után visszatérhetett oda az Egyiptomi Múzeum és a Papiruszgyűjtemény, a német területek ős- és korai történetének leletei, valamint a Klasszikus Régiségek Gyűjteményének egy része.
A múzeum új elrendezésében ezeket a különböző gyűjteményeket nem választják el szigorú határok, hanem sok helyen azokat egymással kölcsönhatásban mutatják be.
Nofertiti szobra, a múzeum leghíresebb kincse, önálló helyet kapott az északi kupolateremben.

### A felújított múzeum néhány terme

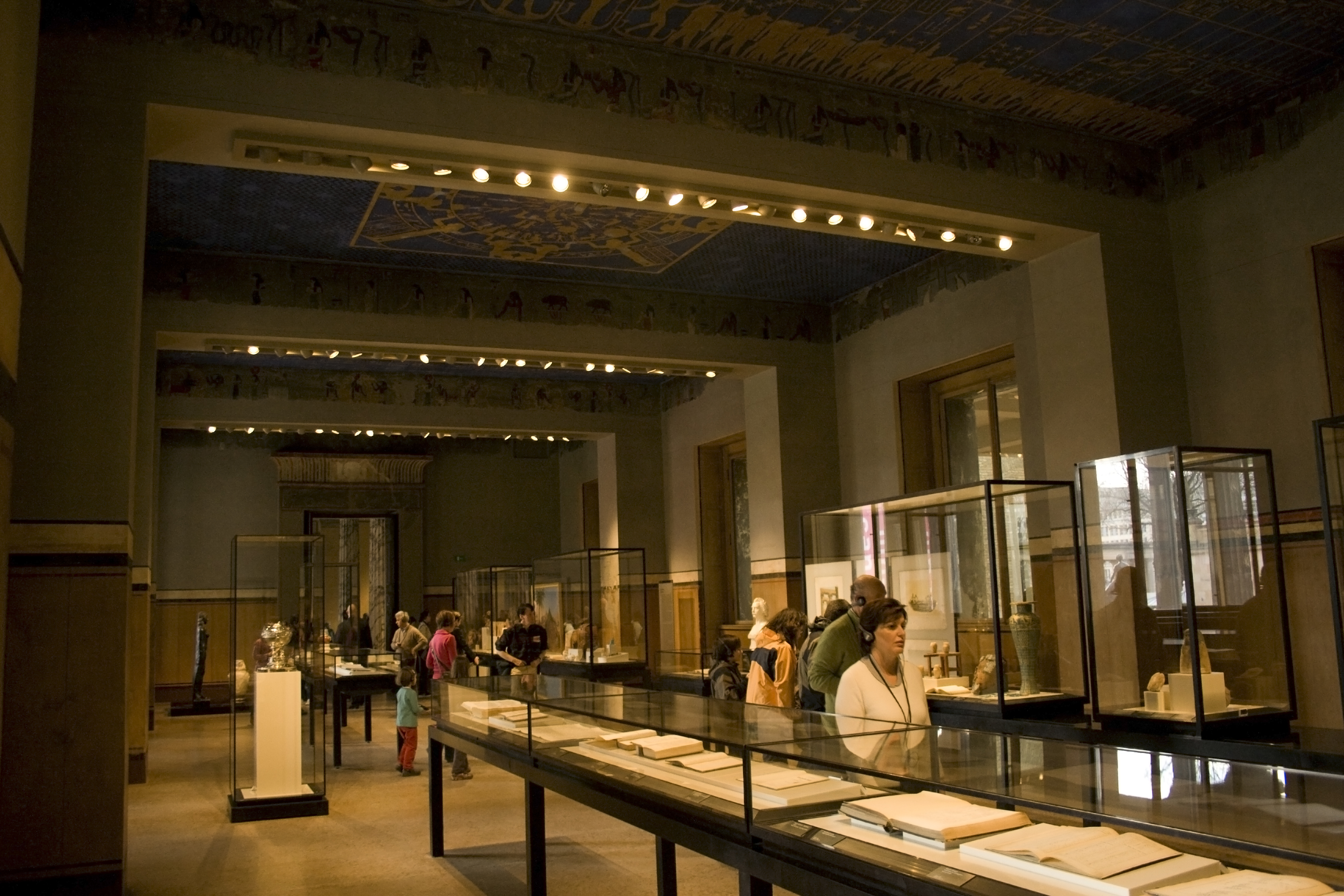
Az egyiptomi gyűjtemény első terme, a német expedíciók története
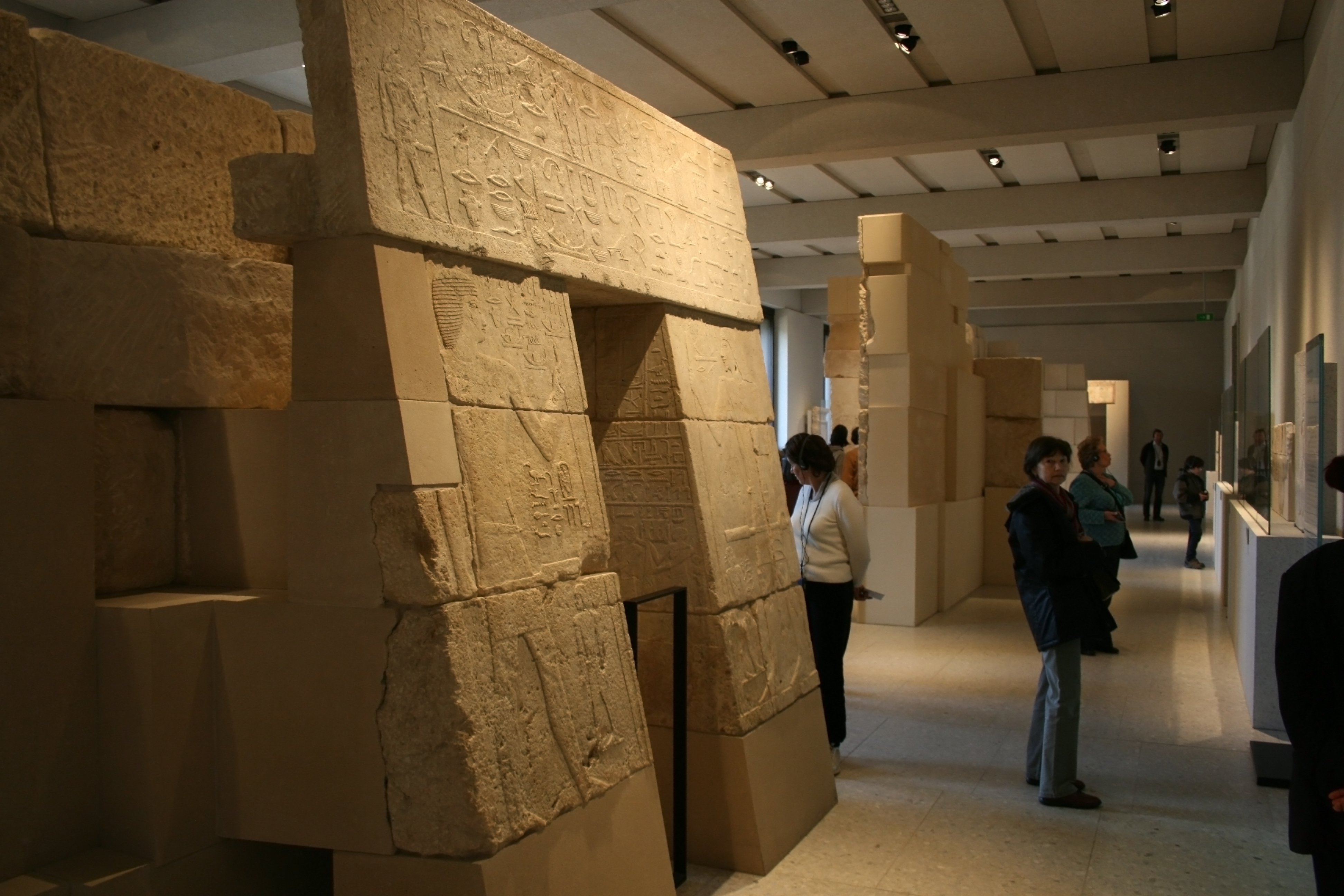
Részlet az egyiptomi udvarból
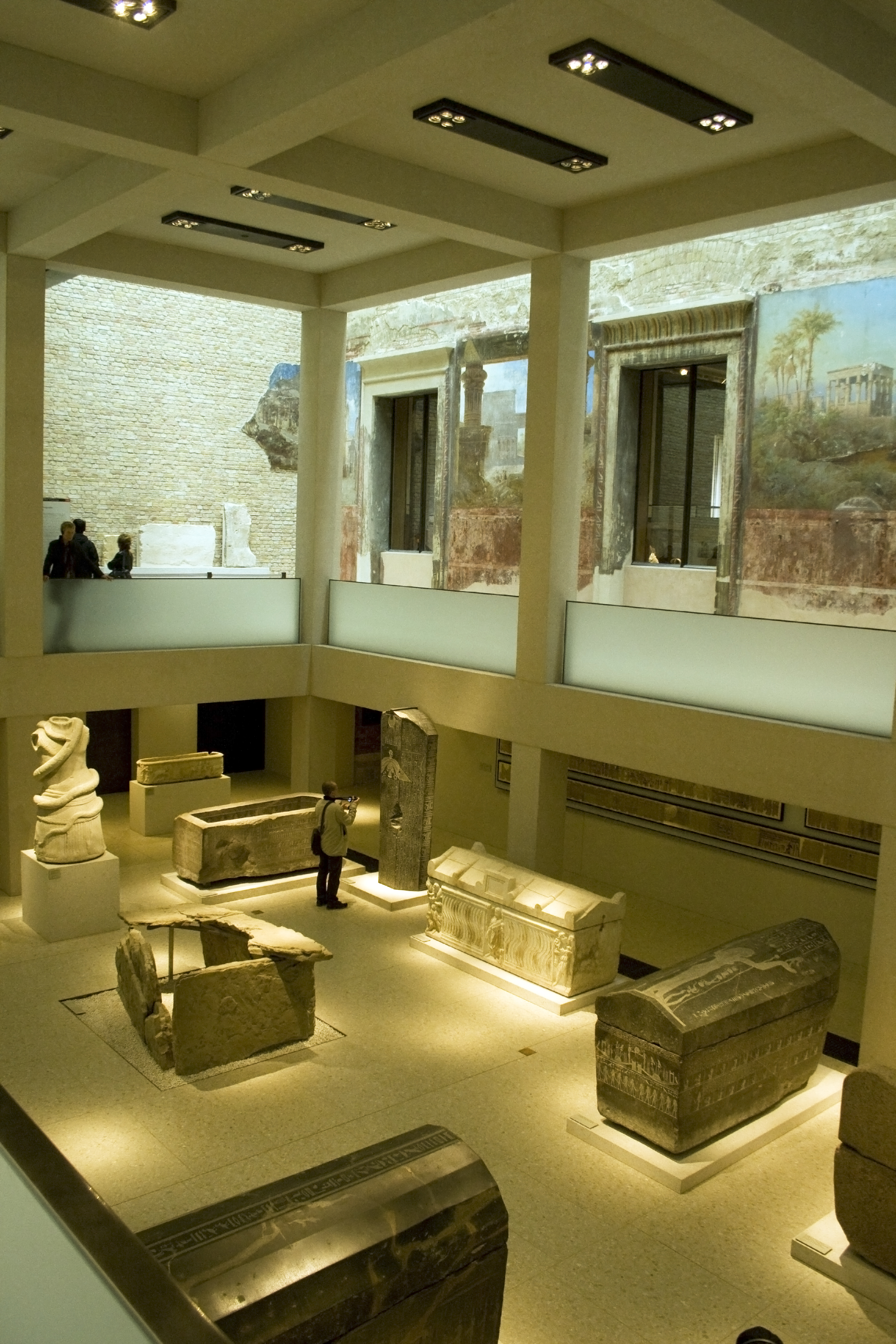
Az egyiptomi udvar, középen összehasonlításul egy helgolandi szarkofággal
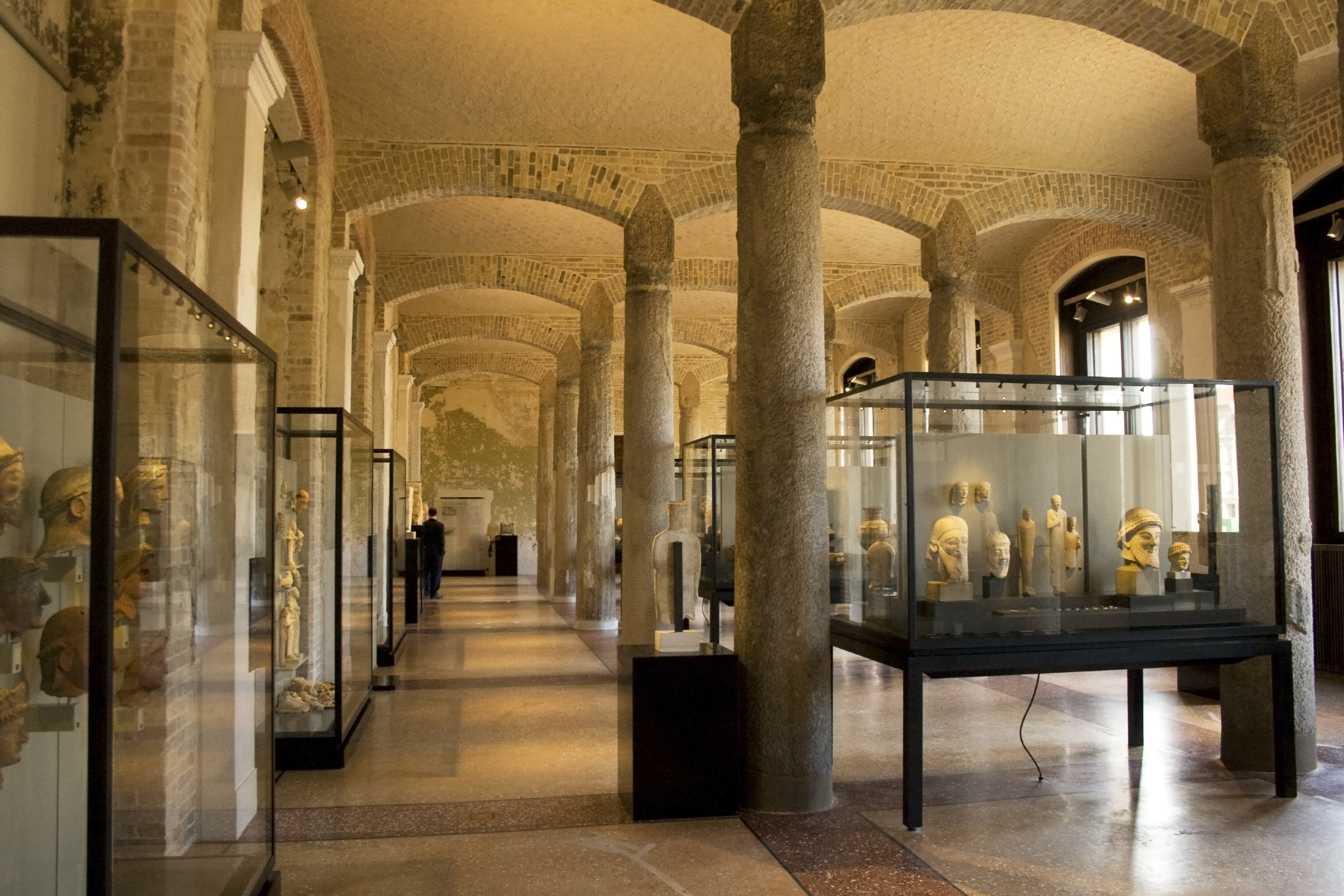
Az ókori ciprusi gyűjtemények terme

A gyűjtemények földrajzilag és időben átfogják az Óvilág történetét, kultúráját a Közel-Kelettől az Atlanti-óceánig, Észak-Afrikától Skandináviáig, a paleolitikumtól a késői középkorig. A múzeum legértékesebb, legismertebb kincsei Nofertiti portréja, az Amarna-gyűjtemény, a neandervölgyi ember koponyája a francia Le Moustier-ből és Heinrich Schliemann trójai gyűjteménye – mármint ennek az a része, amelyik nincs még mindig hadizsákmányként Moszkvában, a Puskin Múzeumban.

### Az egyiptomi gyűjtemény kincseiből

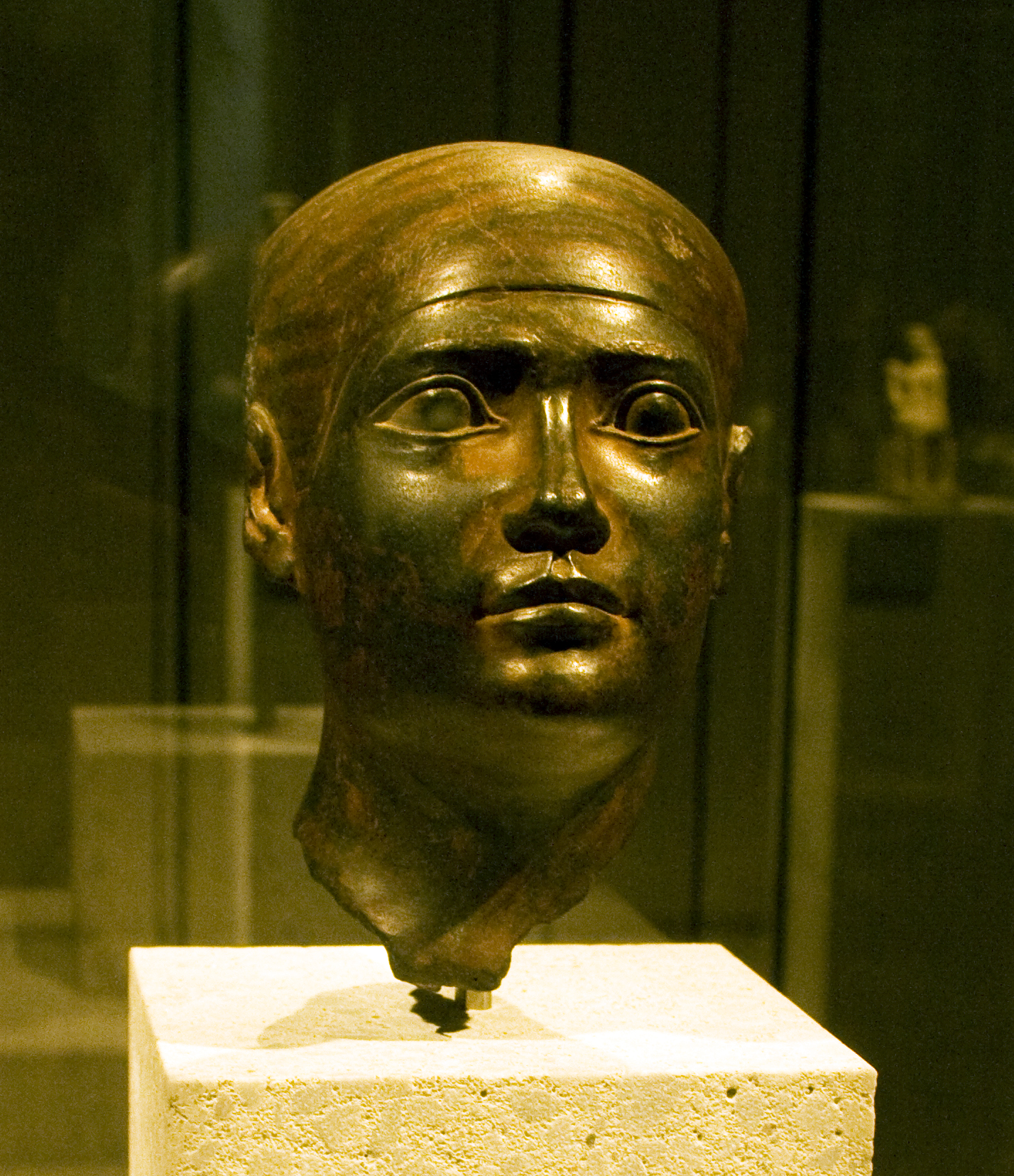
Fejszobor az óbirodalom idejéből
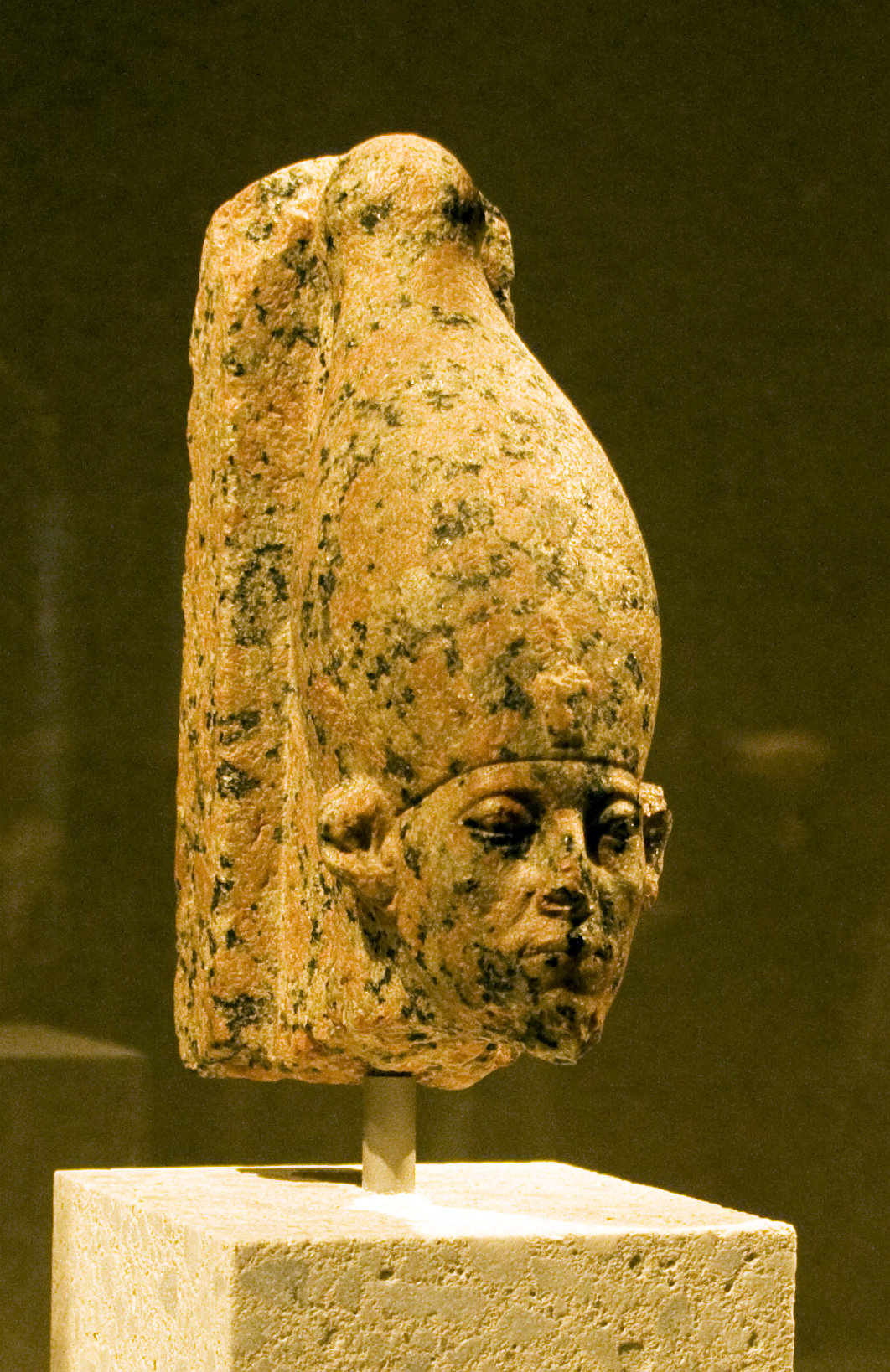
III. Szenuszert
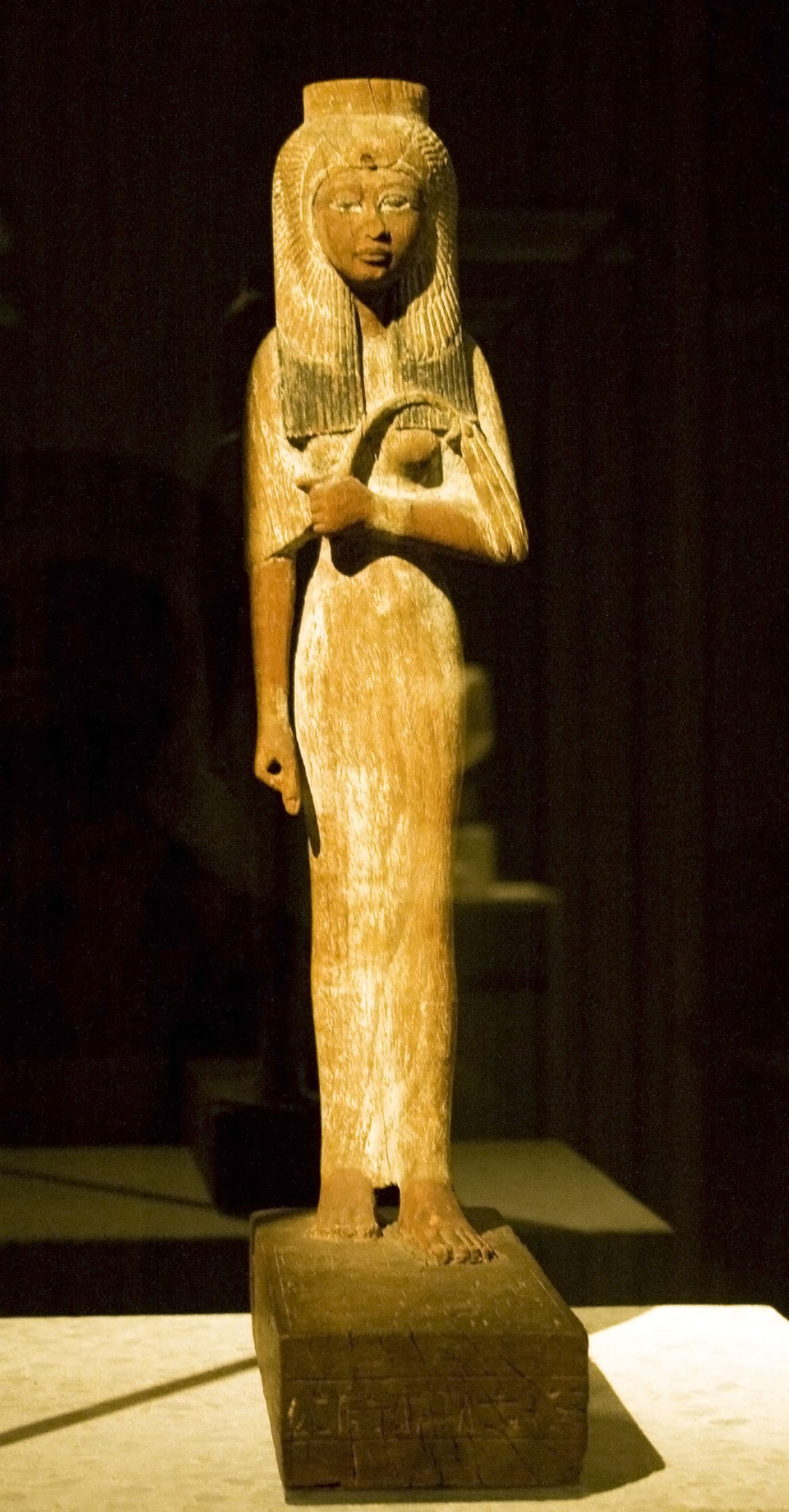
Ahmesz-Nofertari
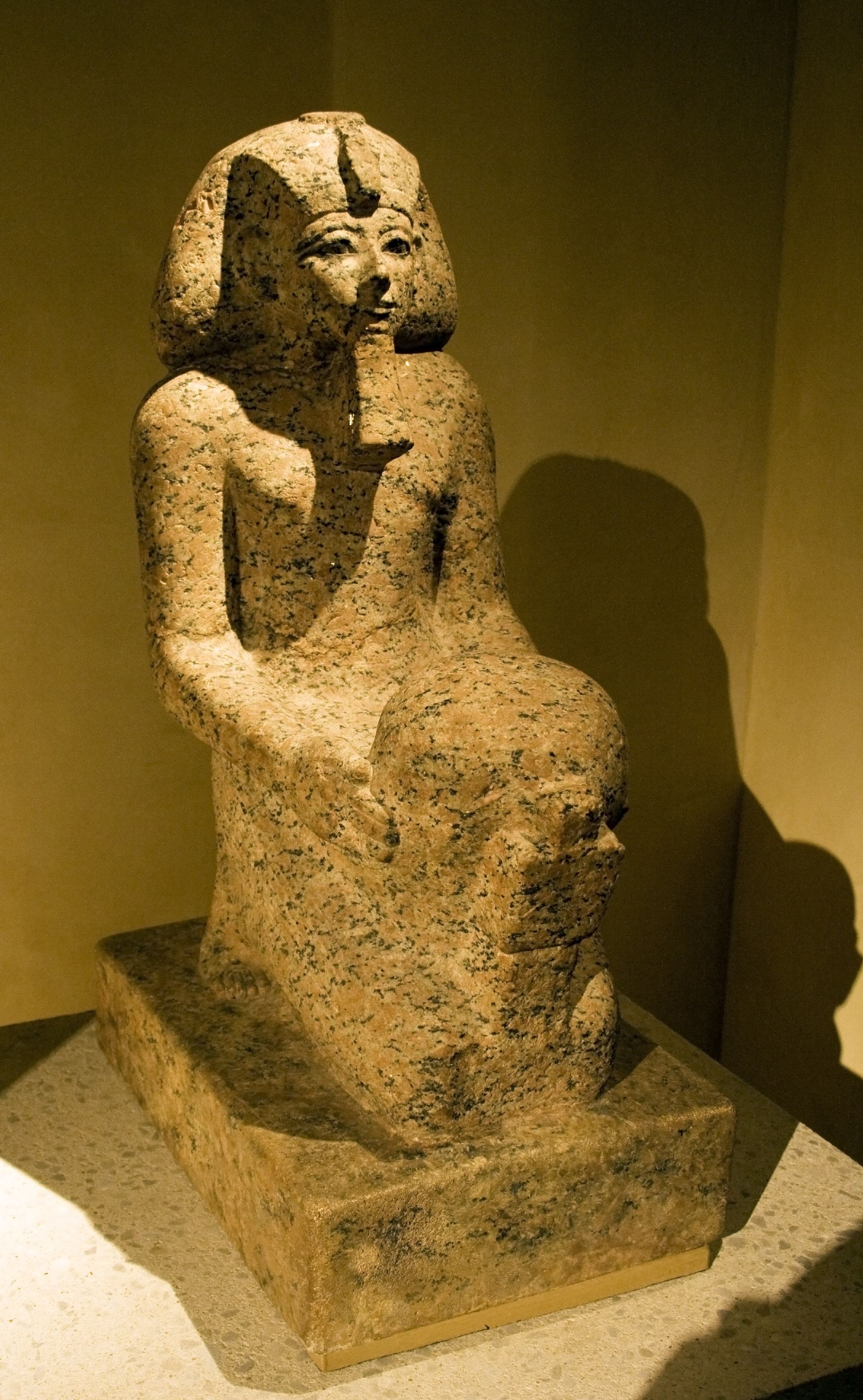
Hatsepszut